# Istoria științifico-fantasticului
Științifico-fantasticul este un gen - din punct de vedere literar, cinematografic și de altă natură - foarte divers. Având în vedere că la definirea sa există un mic consens între învățați și entuziaști, originea sa este o chestiune deschisă, dar este totuși plasată în literatură.
Fiind în mod indisolubil legat de conceptul de știință, premisele pentru nașterea genului științifico-fantastic apar începând cu secolul al XVI-lea odată cu revoluția științifică, în special după descoperirile lui Galileo și Newton în astronomie, fizică și matematică și odată cu Iluminismul. Asimov stabilește ca premisă esențială revoluția industrială, crezând că științifico-fantasticul are nevoie de o dezvoltare larg răspândită și conștientă a relației dintre știință și tehnologie. Din aceste motive, pentru a identifica data nașterii științifico-fantasticului modern, s-a stabilit prin convenție aprilie 1926 când apare prima revistă americană dedicată exclusiv literaturii științifico-fantastice, Amazing Stories editată de Hugo Gernsback. Aceasta dată marchează momentul în care științifico-fantasticul începe să devină un fenomen popular. Cu toate acestea, genului îi pot fi atribuite numeroase opere anterioare, de la romanul gotic Frankenstein de M. Shelley la romanele științifice ale lui J. Verne și H.G. Wells sau chiar lucrări mult mai vechi, cum ar fi satira „Istoria adevărată” („Alethes historia”,„ Ἀληθεῖς Ἱστορίαι”) a lui Lucian din Samosata. Unii savanți sau scriitori (cum ar fi scriitorul american Lester del Rey) au susținut că Epopeea lui Ghilgameș (mileniul al III-lea î.Hr.) ar fi primul text științifico-fantastic, în timp ce alții identifică primele elemente ale științifico-fantasticului în literatura arabă din Evul Mediu Târziu.

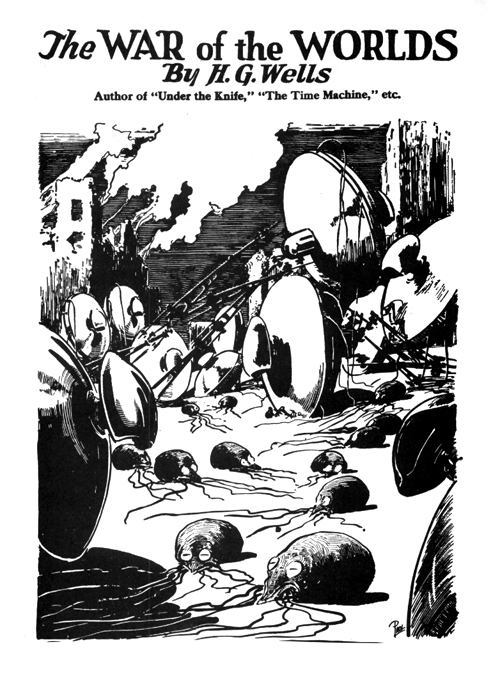
Războiul lumilor de H. G. Wells reeditat în 1927 în revista Amazing Stories

Științifico-fantasticul ca un gen bine definit a explodat în prima jumătate a secolului al XX-lea, când întrepătrunderea definitivă dintre știință și invenție în cultura occidentală a generat un interes în narațiunea care ar putea explora influența tehnologiei asupra oamenilor și societății. Publicată ca un gen popular de divertisment în revistele de literatură de consum (în engleză pulp) destinate în primul rând tinerilor din anii 1920 și anii 1930, când a început să influențeze și benzi desenate și filme cinematografice, științifico-fantasticul și-a cunoscut Epoca de Aur la sfârșitul anilor 1930 - începutul anilor 1950, când a beneficiat de o atenție sporită din partea publicului cititor și perioadă în care multe scrieri clasice au fost publicate. De-a lungul timpului, stilul și conținutul operelor s-au maturizat, iar temele științifico-fantasticului au fost analizate și înnoite de autori importanți.
Genul a fost influențat de modernism, apoi în anii 1960 și anii 1970 de noul val britanic. Ulterior, genul a fost revoluționat în anii 1980 de cyberpunk. Cinematografia a exploatat deseori idei și teme din literatura științifico-fantastică, fără a renunța în a le reface într-un mod original. Științifico-fantasticul a fost din ce în ce mai mult considerat ca o zonă învecinată cu literatura postmodernă și, mai ales din anii 1990, a fost amestecat în multe lucrări cu alte genuri de fantezie, fuzionând în contextul mai general al acesteia, „ficțiunea speculativă”. Științifico-fantasticul a devenit treptat un gen respectat, cu o influență considerabilă asupra mass-mediei, culturii și gândirii din întreaga lume.
Cercetătorul Robert Scholes numește istoria științifico-fantasticului ca „istoria schimbărilor atitudinii omenirii față de spațiu și timp... istoria înțelegerii noastre crescânde a universului și a poziției speciei noastre în acest univers.”

## Științifico-fantasticul timpuriu

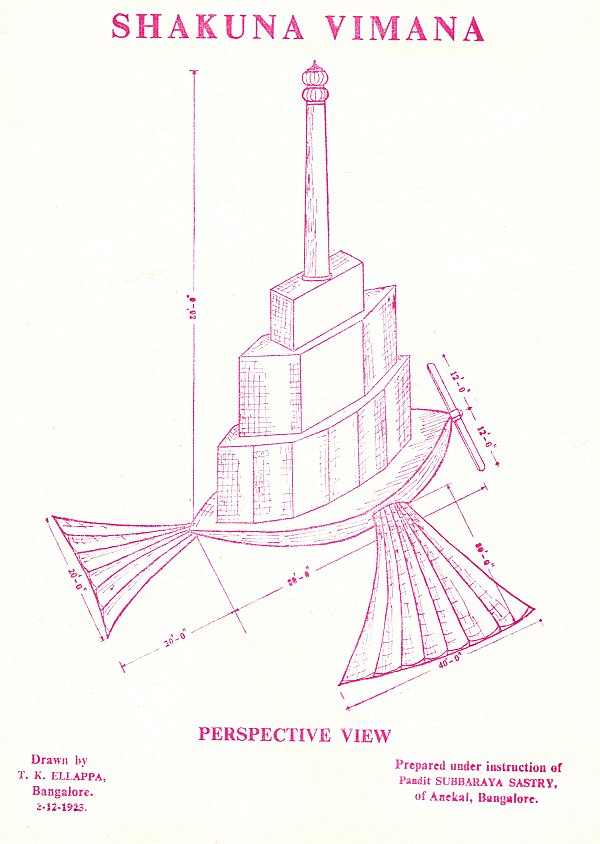
Ilustrație din 1923 a unei Shakuna Vimana

Diverși istorici au încercat să atribuie o origine străveche genului științifico-fantastic. Această opinie este susținută de puțini istorici ai genului, în timp ce majoritatea lor plasează aceste lucrări în cel mai bun caz printre exemplele de proto-științifico-fantastic (proto-SF).
Epopeea lui Ghilgameș este considerat cel mai vechi text literar al umanității, el datând de la începutul mileniului al III-lea î.Hr. Lester del Rey susține că acesta ar fi și primul text științifico-fantastic. Epopeea lui Ghilgameș prezintă o scenă a inundațiilor universale care reamintește de operele științifico-fantastice apocaliptice, dar ar putea fi mai bine denumită literatură fantastică, deoarece în ea există puține referiri la știință sau tehnologie. Scriitorul francez Pierre Versins, specialist în științifico-fantastic, a susținut, de asemenea, că Ghilgameș a fost prima lucrare științifico-fantastică datorită tratării rațiunii umane și căutării nemuririi.
Vechile poeme indiene, precum epopeea hindusă Ramayana (secolele V-IV î.Hr.), includ mașini de zbor Vimana capabile să călătorească în spațiu sau sub apă și să distrugă orașe întregi prin folosirea unor arme avansate. În prima carte a colecției de imnuri sanscrite Rig Veda (1700-1100 î.Hr.) există o descriere a „păsărilor mecanice” care se văd „sărind în spațiu rapid cu o ambarcațiune folosind focul și apa ... și care conțin douăsprezece stamghas (stâlpi), o roată, trei mașini, 300 de pivoți și 60 de instrumente.” Epopeea mitologică hindusă antică Mahābhārata (secolele VIII și IX î.Hr.) include povestea regelui Kakudmi, cel care călătorește în cer pentru a se întâlni cu creatorul Brahma și care este șocat să afle că au trecut mulți ani atunci când se întoarce pe Pământ, anticipând conceptul călătoriei în timp. 
Printre lucrările în limba greacă antică cu elemente care amintesc de științifico-fantastic se numără - înainte de Istoria adevărată a lui Lucian din secolul al II-lea - Norii și Păsările lui Aristofan (secolul al V-lea î.Hr.) și descrierea pe care o face Platon Atlantidei în dialogurile sale Timaios și Critias (secolul al IV-lea î.Hr.).

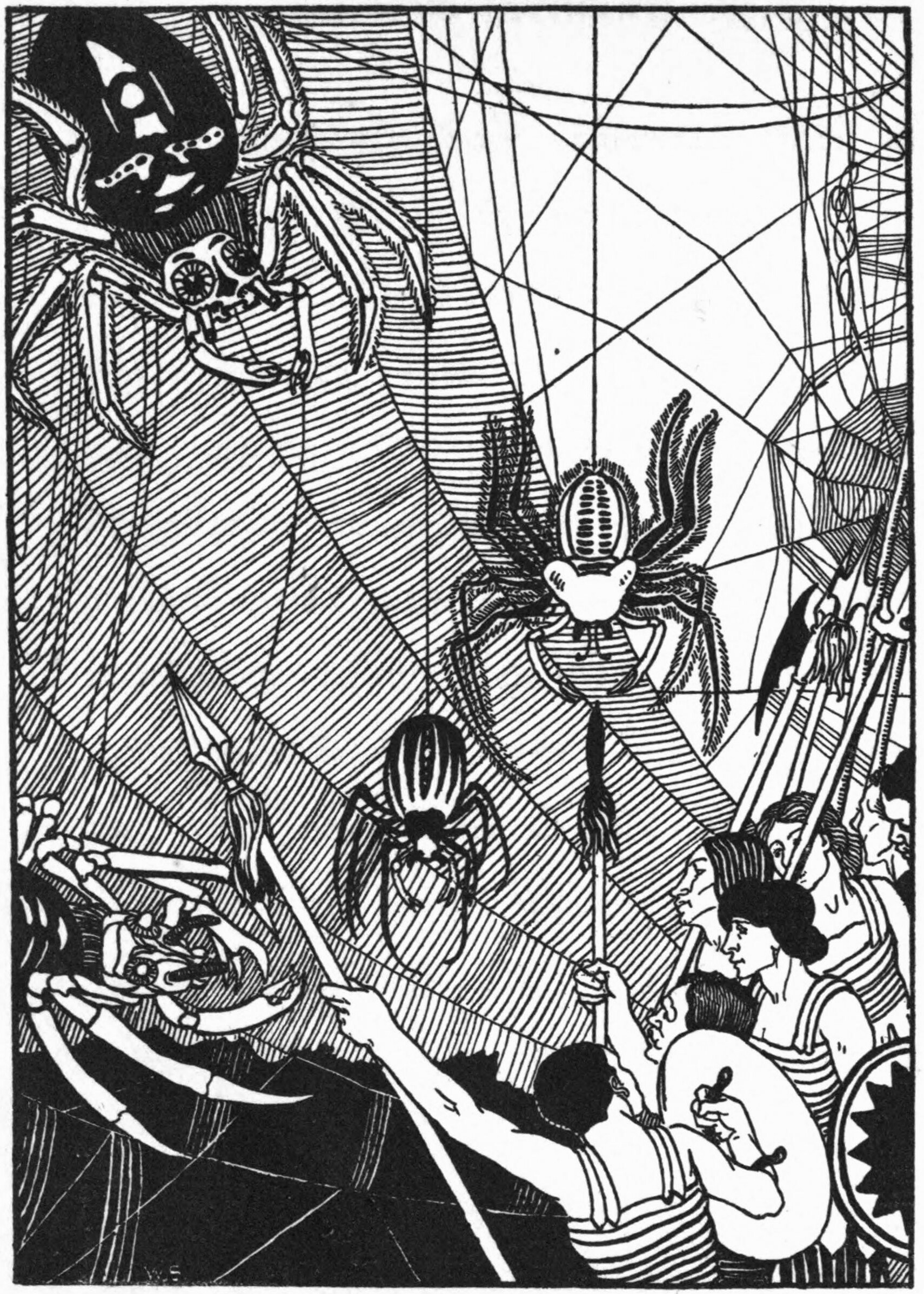
Ilustrație din 1894 de Aubrey Vincent Beardsley care înfățișează lupta descrisă în capitolul I al lucrării Istoria adevărată, scrisă de Lucian din Samosata

Unele pasaje din textul biblic al Apocalipsei lui Ioan par literalmente ficțiune științifică și fantastică științifică: Când a desfăcut cel de-al șaselea sigiliu, am văzut: s-a făcut un mare cutremur și soarele s-a făcut negru ca un sac din păr, iar luna întreagă a devenit ca sângele. Stelele cerului au căzut pe pământ... Cerul s-a strâns ca o carte de piele pe care o faci sul. Și toți munții și toate insulele s-au mutat din locurile lor.
În diverse lucrări de literatură fantastică, de la Metamorfozele lui Ovidiu, care narează povestea lui Dedal și Icar, la Beowulf (secolul al VIII-lea), de la Cântecul Nibelungilor (1204) până la Divina Comedie (1304-1321) a lui Dante Alighieri sau în Furtuna lui William Shakespeare (1611), au fost recunoscute elemente științifico-fantastice. Furtuna conține un prototip renascentist al unui om de știință nebun (ca în legenda lui Faust) care a fost adaptat în filmul științifico-fantastic clasic Planeta interzisă (1956). În Divina Comedie, Dante călătorește pe alte planete și stele, care formează firmamentul și sunt locuite: de exemplu, în cerul planetei Marte el întâlnește sufletele martirilor și eroilor.

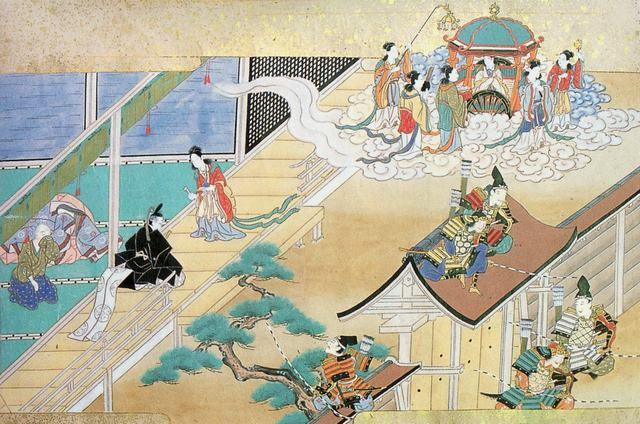
Kaguya-hime se reîntoarce pe Lună în Povestea tăietorului de bambus

L. Sprague de Camp și o serie de alți autori citează Istoria adevărată a lui Luciano, o satiră din secolul al II-lea care descrie o călătorie interplanetară, ca unul dintre cele mai timpurii exemple de științifico-fantastic sau proto-științifico-fantastic, în cazul în care nu se încadrează în prima categorie. Criticul englez Kingsley Amis afirmă că: Voi remarca doar faptul că strălucirea și rafinamentul «Istoriei adevărate» o fac să fie citită ca o glumă în detrimentul majorității primelor lucrări științifico-fantastice moderne, care au fost scrise, să zicem, între 1910 și 1940. Printre temele tipice științifico-fantasticului din Istoria adevărată a lui Luciano se numără: călătoria în spațiu, întâlnirea cu forme de viață extraterestră, inclusiv experiența unui prim contact, războaie interplanetare și imperialismul, colonizarea planetelor, atmosfera artificială, aer lichid, motivul gigantismul, creaturi ce sunt produse de tehnologie umană (tema robotului), lumi în care sunt valabile alte legi ale fizicii și o dorință explicită a protagonistului de explorare și aventură. Traducătorul lui Lucian, Bryan Reardon, este mai explicit, descriind lucrarea ca „o relatare a unei călătorii fantastice - pe Lună, în lumea subterană, pe burta unei balene și așa mai departe. Nu este chiar științifico-fantastic, deși uneori este catalogat așa; nu conține știință”.
Povestea timpurie japoneză „Urashima Tarō” implică călătoria în timp spre un viitor îndepărtat și a fost descrisă pentru prima dată în cronica Nihongi (720). Ea prezintă un tânăr pescar pe nume Urashima Taro care vizitează un palat aflat sub apă și rămâne acolo timp de trei zile. După ce se întoarce acasă în satul său, descoperă că a ajuns cu 300 de ani în viitor, unde existența sa a fost uitată de mult, casa lui este în ruine și familia sa este moartă. Narațiunea japoneză Povestea tăietorului de bambus (secolul al XI-lea) poate fi considerată și proto-științifico-fantastică. Protagonista povestirii, Kaguya-hime, este o prințesă din Lună care este trimisă pe Pământ pentru propria siguranță în timpul unui război ceresc și este găsită și crescută de un tăietor de bambus din Japonia. Mai târziu, ea este luată înapoi pe Lună de către adevărata sa familie extraterestră. O ilustrație din manuscris înfățișează o mașină zburătoare rotundă similară cu o farfurie zburătoare.

### O mie și una de nopți
În câteva povești din antologia O mie și una de nopți (secolele VIII-XIX) apar de asemenea elemente științifico-fantastice. Un exemplu este „Aventurile lui Bulukiya”, în care Bulukiya caută iarba nemuririi. În acest scop, Bulukiya explorează mările, călătorește în Grădina Edenului (rai) și în Jahannam (iad). Apoi el călătorește prin univers spre lumi diferite, mult mai mari decât lumea din care vine, anticipând astfel elementele științifico-fantasticului galactic. În căutarea sa, Bulukiya întâlnește comunități de djinni, sirene, șerpi vorbitori, copaci vorbitori și alte forme de viață.

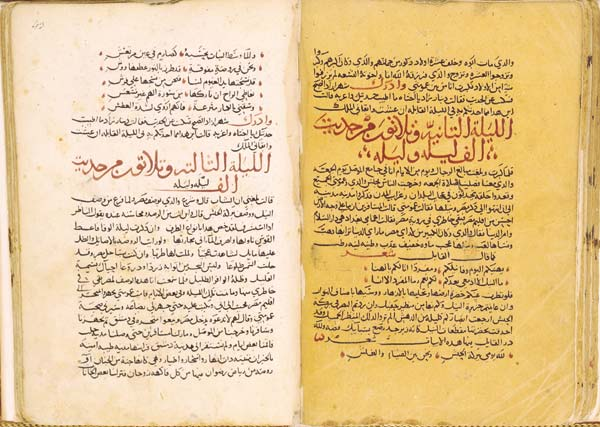
Manuscris arab al antologiei O mie și una de nopți

În „Abdullah pescarul și Abdullah tritonul”, protagonistul dobândește capacitatea de a respira sub apă și descoperă o societate subacvatică reprezentată ca o reflexie inversă a societății de pe pământ, în sensul că societatea subacvatică urmează o formă de comunism primitiv în care bunurile materiale precum banii și îmbrăcămintea nu există.
Alte povești din O mie și una de nopți descriu tehnologii antice pierdute, civilizații antice avansate care s-au rătăcit și catastrofele care le-au copleșit. „Povestea orașului-de-aramă” prezintă un grup de călători într-o expediție arheologică în Sahara, pentru a găsi un vechi oraș pierdut și care încearcă să recupereze un vas din bronz pe care Solomon l-a folosit mai demult pentru a prinde un jinn și, între timp, se confruntă cu o regină mumificată, cu locuitori pietrificați, cu roboți umanoizi și automate, cu marionete seducătoare care dansează fără corzi și un robot călăreț din bronz care conduce expediția spre orașul antic. 
„Povestea fermecată a calului de abanos” descrie un robot sub forma unui cal mecanic care zboară cu ajutorul unor chei care poate zbura în spațiul cosmic și în direcția Soarelui, în timp ce „A treia poveste a lui Qalandar” conține, de asemenea, un robot sub forma unui marinar misterios. „Povestea orașului-de-aramă” și „Povestea fermecată a calului de abanos” pot fi considerate exemple timpurii de proto-științifico-fantastic. Alte exemple de proto-științifico-fantastic arab timpuriu includ Opinii ale locuitorilor unui oraș splendid de Al-Farabi despre o societate utopică, povestea futuristă a lui Zakariya al-Qazwini Awaj bin Anfaq despre un om care a călătorit pe Pământ dintr-o planetă îndepărtată și anumite elemente din O mie și una de nopți, cum ar fi covorul zburător.

### Alte scrieri medievale
Potrivit dr. Al-Roubi, ultimele două capitole ale romanului teologic arab Risālat Fādil ibn Nātiq (arabă الرسالة الكاملية في السيرة النبوية‎, cca. 1270, cunoscut și ca Theologus Autodidactus în Occident) al scriitorului arab polimat Ibn al-Nafis (1213-1288) conțin elemente științifico-fantastice cum ar fi generația spontană, futurologie, teme apocaliptice, escatologie, învierea și viața de apoi, dar nu a dat explicații supranaturale sau mitologice acestor elemente. Ibn al-Nafis a încercat să le explice folosind cunoștințe științifice extinse din domeniul anatomiei, biologiei, fiziologiei, astronomiei, cosmologiei și geologiei. Prin intermediul acestui roman, Ibn al-Nafis își prezintă teoria științifică a metabolismului și se referă la descoperirea științifică a sa cu privire la circulația pulmonară pentru a explica învierea trupului.

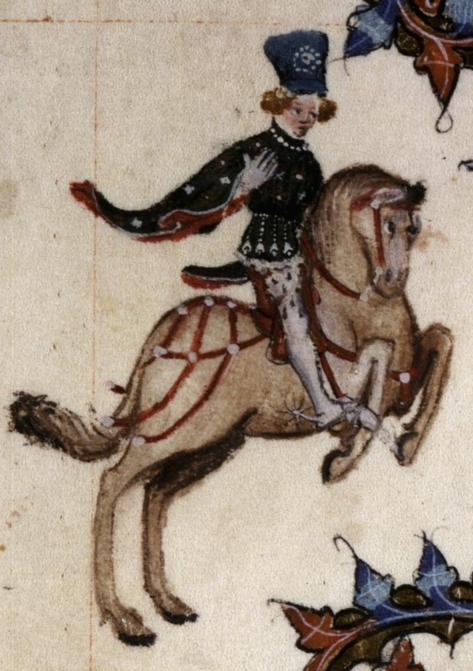
Calul metalic din The Squire's Tale, Manuscrisul Ellesmere

În Evul Mediu european, teme științifice fictive au apărut în multe povestiri și legende cavalerești. Roboți și automate apar în romane cavalerești începând din secolul al XII-lea, în Le Pèlerinage de Charlemagne și Eneas printre primele. Aceste automate nu trebuiau să fie umane, de exemplu un cal de alamă apare în "The Squire's Tale" a lui Geoffrey Chaucer, ca un cadou primit de Ginghis Han. Acest cal metalic care are puterea de teleportare amintește de caii din metal asemănători din literatura Orientului Mijlociu. Pe lângă calul de alamă, Ginghis Han primește și alte minuni în această povestire: o oglindă care dezvăluie locuri îndepărtate și o sabie care tratează și vindecă rănile mortale.
Numeroase invenții tehnologice apar și în romanele cavalerești cu Alexandru cel Mare. De exemplu, în Confessio Amantis (cca. 1390, de John Gower), Alexandru cel Mare construiește o mașină de zbor trasă de doi grifoni. Această aventură se încheie numai prin intervenția directă a lui Dumnezeu, care distruge dispozitivul și îl aruncă pe Alexandru înapoi la pământ. Acest lucru nu-l oprește, totuși, pe legendarul Alexandru, care continuă să construiască o sferă gigantică din sticlă pe care o folosește apoi pentru a călători sub apă. Acolo vede minuni extraordinare care depășesc înțelegerea sa.
Relatări asemănătoare animației suspendate apar, de asemenea, în romanele medievale, cum ar fi Histora Destructionis Troiae și Roman d'Eneas. În primul, regele Priam are trupul eroului Hector legat la o rețea de tuburi de aur care trec prin corpul său. Prin aceste tuburi curgea un balsam semi-legendar, care era considerat ca având puterea de a păstra viața. Acest fluid a păstrat cadavrul lui Hector conservat ca și cum ar fi fost încă în viață, menținându-l într-o stare vegetativă persistentă în timpul căreia au continuat procesele autonome, cum ar fi creșterea părului facial.
Narațiunile cu călătoriile medievale conțin deseori teme și elemente științifico-fantastice. Lucrări precum Călătoriile lui Mandeville, pe lângă automate, descriu specii alternative și sub-specii de oameni, inclusiv Cynoencephali și Giganți și informații despre reproducerea sexuală a diamantelor. Cu toate acestea, Călătoriile lui Mandeville și alte narațiuni de călătorie combină cunoștințe geografice reale cu cunoștințe cunoscute acum ca fiind fictive și, prin urmare, este dificil să se distingă care porțiuni ar trebui să fie considerate științifico-fantastice sau care ar fi fost considerate ca atare în Evul Mediu.

### Lucrări din Epoca Rațiunii

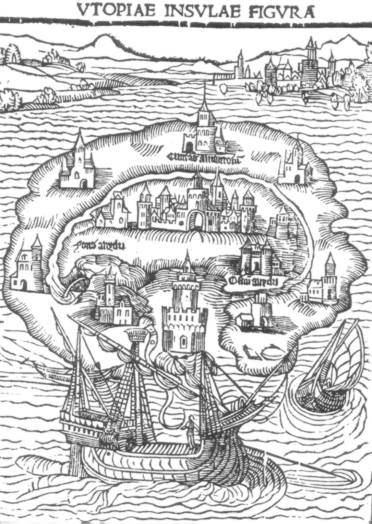
Coperta Utopiei lui Thomas More, 1516. Cartea descrie o societate insulară fictivă, la prima vedere perfectă.

În urma descoperirilor științifice care au caracterizat epoca iluminismului, mai multe tipuri de literatură au început să se formeze în Europa secolului al XVI-lea. Cartea de ficțiune și filosofie politică intitulată Utopia (Thomas More, 1516) descrie o societate insulară fictivă ai cărei locuitori au perfecționat fiecare aspect al societății lor. Numele acestei societăți a rămas întipărit în cultură, dând naștere unui motiv (utopie) care a ajuns foarte răspândit în viitorul domeniu științifico-fantastic pentru a descrie o lume care pare a fi perfectă sau, în cele din urmă, este imposibilă sau înșelătoare. Piesa de teatru Doctor Faustus (1587) de Christopher Marlowe  conține un prototip timpuriu al povestirii cu omul de știință/savantul nebun.
În secolele XVII și XVIII, așa-numita Epocă a Rațiunii și interesul larg răspândit pentru descoperirea științifică au alimentat crearea de ficțiune speculativă. Mai multe lucrări au apărut cu tema voiajului imaginar pe Lună. Prima lucrare este Somnium (Johannes Kepler, 1634), pe care Carl Sagan și Isaac Asimov o consideră prima lucrare științifico-fantastică. Mai apar lucrări ca utopia Omul din Lună (The Man in the Moone, Francis Godwin, 1638) sau satira Statele Lunii (L’Autre monde ou les états et empires de la Lune, Cyrano de Bergerac, 1657). Călătoria în spațiu apare (în mod proeminent) și în Micromégas (Voltaire, 1752), lucrare care este remarcabilă și pentru sugestia că oamenii din alte lumi pot fi într-un fel mai avansați decât cei de pe Pământ.

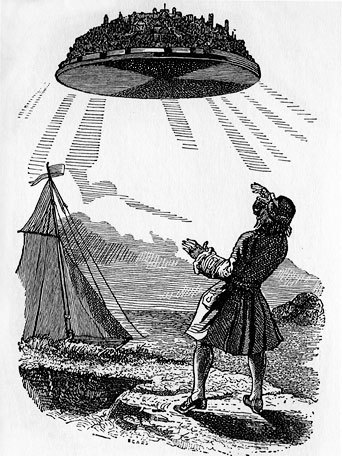
Gulliver descoperă Laputa, insula zburătoare (ilustrație de J. J. Grandville).

Furtuna (The Tempest, 1610–11) de Shakespeare conține un prototip al temei om de știință/savant nebun. New Atlantis (1627) de Francis Bacon este un roman utopic. În această lucrare neterminată, Bacon a prezentat o viziune a viitorului descoperirii și cunoașterii umane, exprimându-și aspirațiile și idealurile pentru omenire. Romanul descrie crearea unui pământ utopic unde „generozitatea și iluminarea, demnitatea și splendoarea, pietatea și spiritul public” sunt calitățile obișnuite ale locuitorilor Bensalemului mitic. Descrierea unei lumi noi apare în The Blazing World (1666), un roman în care Margaret Cavendish inventează o lume alternativă găsită în Arctica. Voyages et Aventures de Jacques Massé (1710) de Simon Tyssot de Patot prezintă tema lumii pierdute. La Vie, Les Aventures et Le Voyage de Groenland du Révérend Père Cordelier Pierre de Mésange (1720) de Simon Tyssot de Patot prezintă tema Pământului gol la interior.
Romanul Călătoriile lui Gulliver (1726) de Jonathan Swift conține descrieri utopice și social-satirice ale unor societăți străine și „știința lor ciudată”. Memoirs of the Twentieth Century (1733) de Samuel Madden este o lucrare în care un narator din 1728 primește o serie de documente de stat din 1997-1998 de la îngerul său păzitor, un scenariu care amintește de romanele de mai târziu cu călătorii în timp. Cu toate acestea, povestea nu explică modul în care îngerul a obținut aceste documente. Nicolai Klimii Iter Subterraneum (1741) de Ludvig Holberg este un exemplu timpuriu al genului Pământul gol. L'An 2440, rêve s'il en fut jamais (1771) de Louis-Sébastien Mercier oferă o anticipație a vieții în secolul al 25-lea. La Découverte Australe par un Homme Volant (1781) de Nicolas-Edmé Restif de la Bretonne prezintă invenții profetice. Romanul Icosameron (1788) de Giacomo Casanova este un alt exemplu timpuriu al genului Pământul gol.

### Secolul al XIX-lea

#### Începutul sec. al XIX-lea

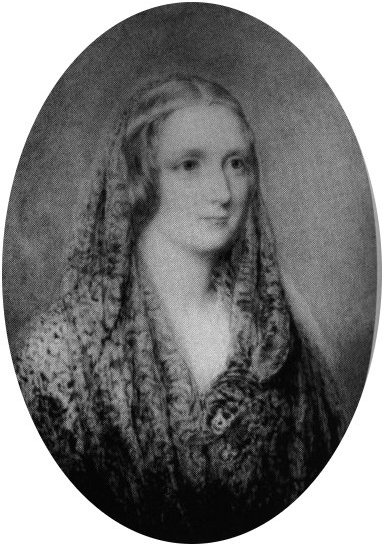
Mary Shelley (1797-1851)

Secolul al XIX-lea a cunoscut o accelerare majoră a acestor tendințe și caracteristici, cel mai clar observată în publicarea romanului scriitoarei Mary Shelley, Frankenstein, în 1818. Acest roman conține arhetipul „om de știință/savant nebun“ care experimentează cu tehnologie avansată. În cartea sa Billion Year Spree, Brian Aldiss susține că Frankenstein reprezintă „prima lucrare influentă la care eticheta SF poate fi atașată în mod logic“. De asemenea, este prima lucrare a subgenului „om de știință nebun“. Deși în mod normal este asociată cu genul gotic, romanul introduce teme științifico-fantastice: cum ar fi utilizarea tehnologiei pentru realizări dincolo de domeniul de aplicare al științei în momentul respectiv și străinul ca antagonist furnizând o imagine a condiției umane dintr-o perspectivă obiectivă. Aldiss susține că științifico-fantasticul, în general, este derivat din romanul gotic. Scurta poveste a lui Mary Shelley "Roger Dodsworth: The Reanimated Englishman" (1826) prezintă un om prins în gheață reînviat în ziua de azi, care încorporează tema comună în prezent a științifico-fantasticului a criogeniei. Un alt roman futurist al scriitoarei Mary Shelley, Ultimul om (1826), prezintă o lume viitoare care a fost distrusă de o ciumă.
Charles Dickens publică în 1843 nuvela Colind de Crăciun care a introdus publicului larg conceptul călătoriei în timp, o temă prezentată cu câțiva ani mai devreme, în 1836, de Alexander Veltman în Predki Kalimerosa: Aleksandr Filippovich Makedonskii (în rusă Предки Калимероса. Александр Филиппович Македонский). Acest roman rusesc este primul roman original științifico-fantastic din lume care prezintă călătoria în timp. În Predki Kalimerosa povestitorul ajunge în Grecia antică pe un hipogrif, aici îl întâlnește pe Aristotel și continuă să călătorească cu Alexandru cel Mare înainte de a se întoarce în epoca sa.
Într-un fel influențat de teoriile științifice ale secolului al XIX-lea, dar cu siguranță de ideea progresului uman, Victor Hugo a scris în Legenda secolelor (La Légende des siècles, 1859) o lungă poezie în două părți care poate fi considerată ficțiune distopică/utopică, poezie numită Secolul XX (Vingtième siècle). Aceasta prezintă într-o primă scenă o uriașă navă stricată, cel mai mare produs al mândriei și prostiei umane, navă pe care o numește Leviatan. Aceasta rătăcește printr-o lume pustie bătută de vânturi și de furia naturii rănite. Omenirea, în cele din urmă reunită și pacificată, ajunge pe alte stele cu nave spațiale, pentru a căuta și pentru a duce libertatea în lumină.
Jean-Baptiste Cousin de Grainville scrie în 1805 Le Dernier Homme (Ultimul om), roman care descrie sfârșitul lumii. Le Roman de l'Avenir de Félix Bodin (1834) și Le Monde tel qu'il sera de Emile Souvestre (1846) sunt două romane care încearcă să prezică cum va fi secolul următor. The Mummy! (1827) de Jane C. Loudon este un roman în trei părți în care faraonul Cheops este reînviat în 2126 prin mijloace științifice într-o lume aflată în plină criză politică, în care tehnologia a avansat de la bijuterii cu flăcări la case care migrează pe șine etc. Louis Geoffroy scrie Napoleon et la Conquête du Monde în 1836, o istorie alternativă în care lumea a fost cucerită de Napoleon. C.I. Defontenay publică în 1854 Star ou Psi de Cassiopée, o cronică în stilul lui Olaf Stapledon a unei lumi și a unei civilizații extraterestre. Astronomul Camille Flammarion scrie în 1862 Pluralitatea lumilor locuite (La Pluralité des Mondes Habités) în care speculează despre viața extraterestră. Rasa care va veni (1871) este un roman al lui Edward Bulwer-Lytton în care personajul principal descoperă o civilizație care trăiește în interiorul planetei, mult avansată față de civilizația umană. Puterile psihice sunt explicate logic și științific, prin evoluție biologică și progres tehnologic, mai degrabă decât ceva magic sau supranatural.

#### Verne și Wells
Cea mai mare influență asupra științifico-fantasticului european în secolul al XIX-lea au avut-o romanele științifice ale lui Jules Verne și romanele orientate spre științific critice social ale lui H. G. Wells. Povestirile de aventură ale lui Verne, în special O călătorie spre centrul Pământului (1864), De la Pământ la Lună (1865) și Douăzeci de mii de leghe sub mări (1869), amestecă îndrăzneața aventură romantică cu tehnologia care era logic în acel moment că va apărea în viitorul apropiat. Au fost mari succese comerciale și au confirmat că un autor ar putea face o carieră din materiale atât de capricioase. L. Sprague de Camp îl numește pe Verne „primul romancier cu normă întreagă de științifico-fantastic din lume” ("the world's first full-time science fiction novelist")
Narațiunile lui Wells, pe de altă parte, folosesc dispozitivele științifico-fantastice pentru a creea o metodă didactică despre societatea sa. În Mașina timpului (1895), de exemplu, detaliile tehnice ale mașinii sunt prezentate sumar, astfel încât Călătorul în timp să poată critica stratificarea societății engleze. Povestea folosește, de asemenea, evoluția darwiniană (așa cum era de așteptat de la un fost student al lui Huxley, susținătorul lui Darwin) și prezintă o conștientizare a marxismului. În Războiul lumilor (1898), tehnologia marțienilor nu este explicată așa cum ar fi făcut-o Verne în lucrările sale, iar povestea este rezolvată de un deus ex machina.
Diferențele dintre Verne și Wells evidențiază o tensiune care ar fi existat în științifico-fantastic de-a lungul întregii sale istorii. A existat mereu întrebarea (în rândul autorilor) dacă să prezinte o tehnologie realistă sau dacă să se concentreze asupra personajelor și ideilor, precum și întrebarea dacă să prezinte o poveste interesantă sau să expună un punct de vedere educațional.

#### Sfârșitul sec. al XIX-lea
Wells și Verne au avut o audiență internațională și au influențat foarte mult scriitorii americani. Scriitorii europeni au găsit în curând o masă mai largă de cititori pe piața americană, începând să scrie într-un stil americanizat. Curând, științifico-fantasticul în America (în SUA) s-a dezvoltat din ce în ce mai tare. La sfârșitul secolului al XIX-lea au apărut în ziare și reviste povestiri și romane cu teme de imaginație fantastică și multe dintre acestea au folosit idei științifice ca o rampă de lansare a imaginației.
Erewhon este un roman al lui Samuel Butler, publicat anonim în 1872, care prezintă conceptul că mașinile ar putea deveni la un moment dat înzestrate cu simțire și ar putea înlocui rasa umană. Chiar dacă este cel mai bine cunoscut pentru Sherlock Holmes, Sir Arthur Conan Doyle a scris și științifico-fantastic timpuriu, în special prin intermediul personajului profesorul Challenger. Contribuțiile lui Rudyard Kipling la începutul anilor 1900 l-au făcut pe Campbell să-l descrie ca fiind „primul scriitor modern de științifico-fantastic”. Alți autori în domeniu au fost autorii bengali de științifico-fantastic, cum ar fi Sukumar Ray și Begum Roquia Sakhawat Hussain, care au scris prima lucrare științifico-fantastică feministă, Visul Sultanei (în bengaleză সুলতানার স্বপ্ন). O altă lucrare timpurie științifico-fantastică feministă este Herland de Charlotte Perkins Gilman.

#### În Statele Unite ale Americii

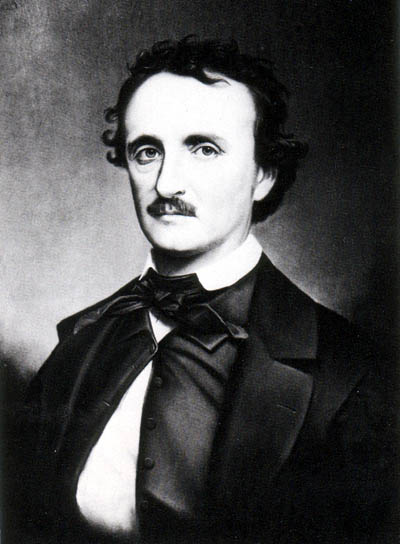
Edgar Allan Poe

În ultimele decenii ale secolului al XIX-lea, au fost create în SUA numeroase opere științifico-fantastice pentru adulți și copii, deși nu li s-a dat încă denumirea (în engleză) de „science fiction”. În povestirile lui N. Hawthorne și O'Brien apar elemente științifico-fantastice. Edgar Allan Poe este adesea menționat alături de Verne și Wells ca fondatori ai științifico-fantasticului. O serie de povestiri scurte și romanul Aventurile lui Arthur Gordon Pym au elemente științifico-fantastice. Romanul satiric din 1827 al filosofului George Tucker, A Voyage to the Moon, este uneori citat ca fiind primul roman științifico-fantastic american.
În 1835, Edgar Allan Poe a publicat povestirea „Neasemuita aventură a unuia zis Hans Pfaall”, în care este descris un zbor spre Lună într-un balon cu aer cald. Povestirea a apărut cu scopul de a fi o farsă. Pe lângă povestea lui Poe, cea scrisă în 1813 de către olandezul Willem Bilderdijk este remarcabilă. În romanul său Kort verhaal van eene aanmerkelijke luchtreis en nieuwe planeetontdekking (Rezumatul unei călătorii remarcabile în cer și descoperirea unei noi planete), Bilderdijk povestește despre un european cu probleme într-o țară arabă, unde se laudă că este capabil să construiască un balon care să ridice oamenii și să zboare cu ei prin aer. Gazele folosite sunt prea puternice și după un timp balonul coboară pe o altă planetă aflată între Pământ și Lună. Scriitorul folosește această narațiune pentru a descrie o imagine de ansamblu a cunoștințelor științifice despre Lună, a tuturor aspectelor pe care călătorul le-ar întâlni în acel loc. O serie de asemănări se regăsesc în povestea lui Poe publicată cca. douăzeci de ani mai târziu.
John Leonard Riddell, profesor de chimie din New Orleans, a publicat povestirea Orrin Lindsay's Plan of Aerial Navigation în 1847, ca un pamflet. Aceasta spune povestea studentului Orrin Lindsay, care inventează un aliaj care împiedică atracția gravitațională și care părăsește Pământul și călătorește spre Lună cu o o ambarcațiune sferică. Povestea conține elemente de algebră și note de subsol științifice, ceea ce o face un exemplu timpuriu de științifico-fantastic hard.
William Henry Rhodes a publicat în 1871 povestirea The Case of Summerfield în ziarul Sacramento Union în care descrie o armă de distrugere în masă. Un savant nebun denumit Black Bart (inspirat de banditul-gentleman Charles Earl Boles „Black Bart”) face o încercare de a șantaja întreaga lume cu o pulbere din potasiu, capabilă să distrugă planeta prin transformarea apei în foc.
Jurnalistul Edward Page Mitchell va publica scurte povestiri inovative SF în The Sun mai mult de un deceniu, cu excepția primei sale povestiri publicate în Scribner's Monthly în 1874. În scrierile sale apar teme ca invizibilitatea, călătoria la viteză superluminică, teleportarea, călătorii în timp, criogenie, transferul minții, mutanți, cyborgi și creier mecanic.
Una dintre cele mai de succes lucrări timpurii americane științifico-fantastice a fost a treia cea mai bine vândută carte din SUA în secolul al XIX-lea: Looking Backward: 2000–1887 scris de Edward Bellamy în 1888, efectele sale depășind cu mult domeniul literaturii. Romanul utopic Looking Backward extrapolează o societate viitoare (din anul 2000) bazată pe observarea societății actuale (din 1887).
În 1894, William Harben a publicat „The Land of the Changing Sun,” o fantezie distopică care are loc în centrul Pământului. În această povestire, nucleul Pământului este populat de o civilizație avansată științific, care trăiește sub strălucirea unui soare mecanic.

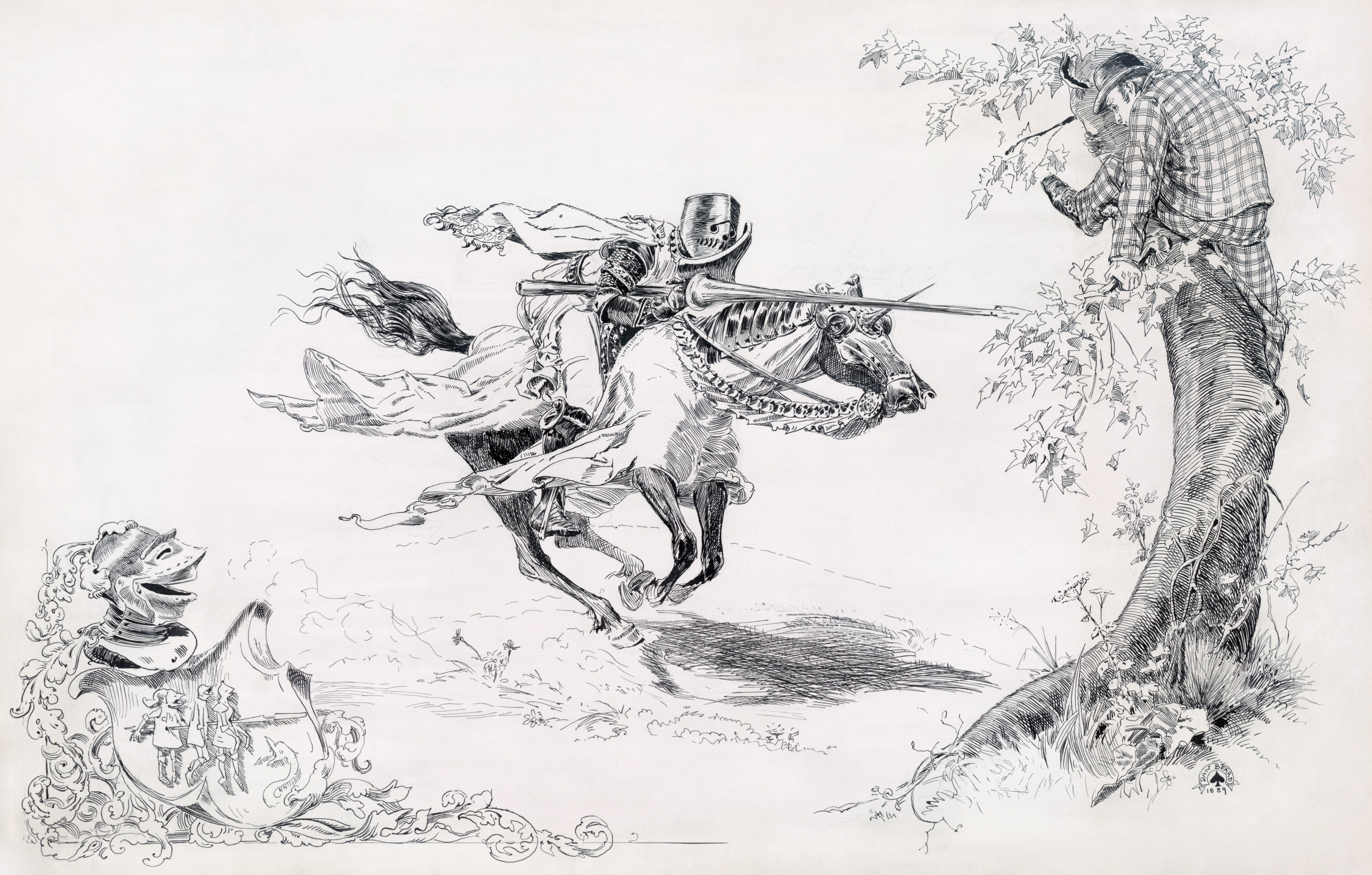
Desen publicat ca frontispiciu în romanul lui Mark Twain Un yankeu la curtea regelui Arthur (1889)

Mark Twain a explorat teme științifice în romanul său Un yankeu la curtea regelui Arthur. Prin „transmigrarea sufletelor”, „transpunerea epocii - și a corpurilor”, yankeul lui Twain este transportat înapoi în timp, odată cu cunoștințele despre tehnologia secolului XIX-lea. Scrisă în 1889, Un yankeu la curtea regelui Arthur pare să prezică evenimentele din primul război mondial, când vechile idei ale Europei despre cavalerie în război au fost spulberate de noi arme și tactici.
Seria de 14 cărți ale autorului L. Frank Baum din 1900–1920 care au loc în Ținutul lui Oz conține descrieri ale unor arme ciudate (Dorothy and the Wizard in Oz), bărbați mecanici (Tik-Tok of Oz) și o serie de invenții și dispozitive tehnologice care nu au fost încă realizate, inclusiv probabil prima apariție în literatură a dispozitivelor de comunicare wireless portabile (Tik-Tok of Oz).
Jack London a scris mai multe povestiri științifico-fantastice, printre care „The Red One” (cu extratereștri), Călcâiul de fier (o distopie care are loc într-un viitor alternativ) și „The Unparalleled Invasion” (despre viitoarele războaie biologice și despre purificare etnică). El a scris, de asemenea, o povestire despre invizibilitate („The Shadow and the Flash”) și o povestire despre o irezistibilă armă de energie-direcționată („Goliath”). Aceste povestiri au început să schimbe caracteristicile științifico-fantasticului.
Edward Everett Hale a scris în 1869 The Brick Moon, o nuvelă inspirată din lucrările lui Verne, notabil ca o primă lucrare care descrie un satelit artificial. Scrisă în același stil ca și celelalte lucrări ale lui Hale, are un realism pseudo-jurnalistic de a prezenta o poveste de aventuri foarte puțin bazată pe realitate.
Edgar Rice Burroughs (1875-1950) a început să scrie lucrări științifico-fantastice pentru reviste [pulp] chiar înaintea Primului Război Mondial, prima sa povestire „Under the Moons of Mars” fiind publicată în 1912. El a continuat să publice povestiri de aventură, multe dintre ele științifico-fantastice, de-a lungul vieții sale. Prințesa marțiană este primul roman din seria Barsoom în care căpitanul John Carter este transportat pe planeta Marte unde trece prin numeroase aventuri. Seria Tarzan l-a influențat mai târziu pe Farmer să scrie romane științifico-fantastice ca Tarzan Alive (1972), Time's Last Gift (1972), The Adventure of the Peerless Peer(1974), Hadon of Ancient Opar (1974), Flight to Opar (1976), A Feast Unknown (1969) sau The Dark Heart of Time (1999).

## Începutul secolului al XX-lea
Olaf Stapledon (1886-1950) a publicat patru lucrări importante: Last and First Men (1930), Odd John (1935), Star Maker (1937) și Sirius (1944), care conțin numeroase idei pe care alți scriitorii le-au adoptat ulterior. Joseph-Henri Rosny aîné, considerat tatăl literaturii științifico-fantastice franceze moderne, a scris Xipehuzii (1887), La Mort de la Terre (1910) și Navigatorii infinitului (1925). Robert Hugh Benson a scris una dintre primele distopii moderne, Lord of the World (1907), al cărei subiect principal este domnia Antihristului și sfârșitul lumii.
Contribuțiile lui Rudyard Kipling în literatura științifico-fantastică au depășit impactul lor direct de la începutul secolului al XX-lea. Povestirile sale din seria Aerial Board of Control, dar și povestirea sa critică la adresa armatei britanice, „The Army of a Dream”, nu au fost doar moderne, dar au și influențat puternic autori ca John W. Campbell și Robert A. Heinlein. Heinlein a scris romanul Infanteria stelară, care conține toate elementele care apar în „The Army of a Dream”. Romanul Străin în țară străină era o reimaginare a Cărții Junglei, în care copilul uman este crescut de marțieni în loc de lupi, iar Citizen of the Galaxy este influențat de romanul Kim. Tehnica de expunere indirectă a lui Heinlein apare mai întâi în scrierile lui Kipling. Heinlein a fost unul dintre cei mai populari, influenți și controversați autori ai genului începând cu anii 1930; el s-a descris ca fiind influențat și de lucrările lui George Bernard Shaw, cea mai lungă lucrare a lui Shaw, Înapoi la Matusalem (1921), fiind tot științifico-fantastică.

### Reviste de literatură de consum

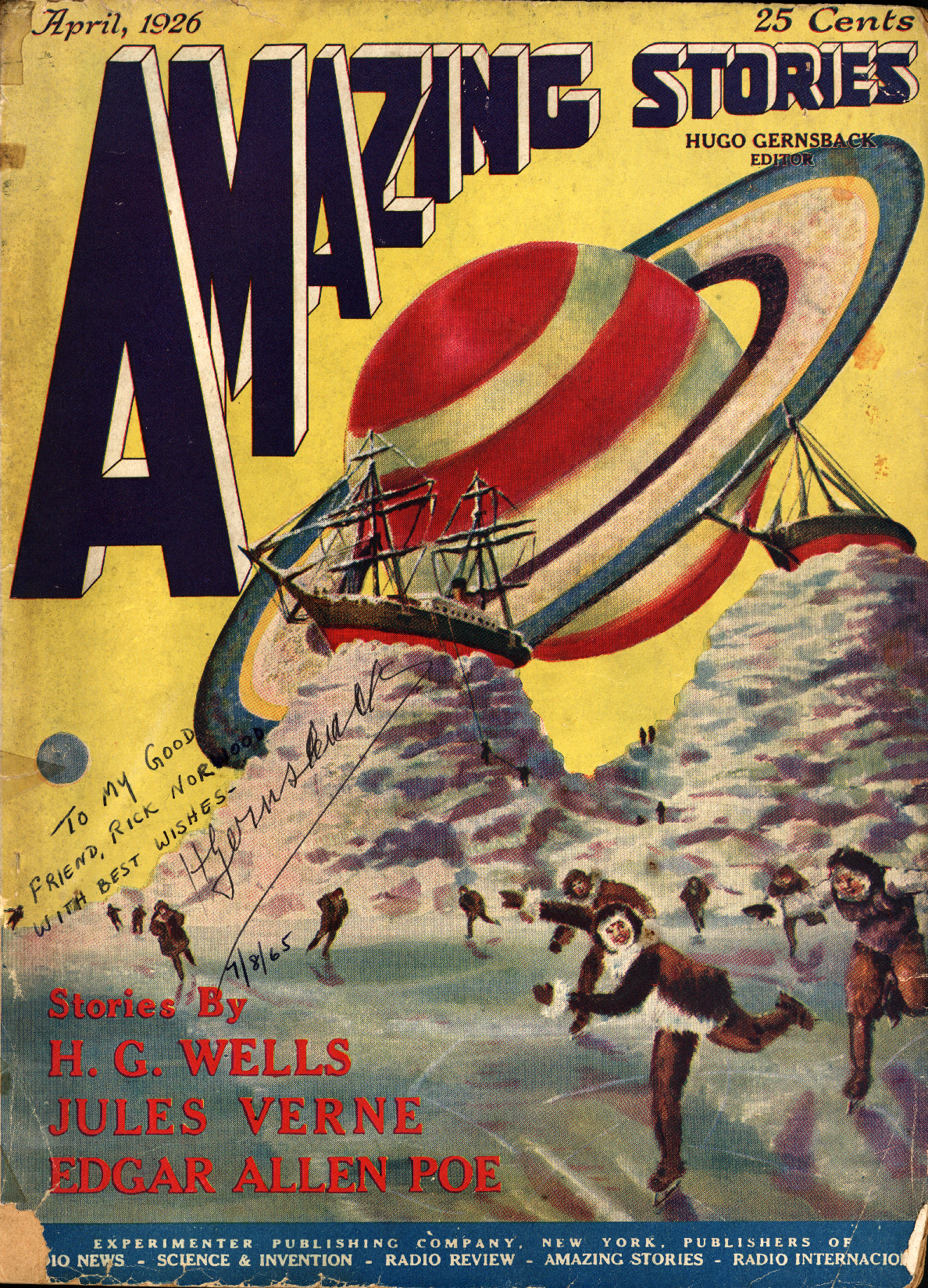
Primul număr Amazing Stories (aprilie 1926) cu autograful lui Hugo Gernsback din 1965

Argosy este prima revistă americană de literatură de consum (1882-1978) care a publicat, printre alte genuri, și literatură științifico-fantastică, ca de exemplu Claimed sau Citadel of Fear, ambele de Francis Stevens (pseudonimul lui Gertrude Barrows Bennett) în 1918.
În 1919 a apărut revista americană de literatură de consum The Thrill Book, care a publicat și scrieri științifico-fantastice. Cele mai notabile creații de acest gen, care au fost publicate în paginile revistei, sunt povestirile lui Murray Leinster sau romanul The Heads of Cerberus de Francis Stevens. Romanul lui Stevens reprezintă una dintre cele mai vechi istorii alternative.
Politica editorială a acestor reviste (Thrill Book, Weird Tales) era orientată însă spre povestiri de ficțiune ciudată și ocultă și mai puțin spre povestiri SF. Dezvoltarea publicațiilor științifico-fantastice americane a început în 1926, odată cu fondarea de către Hugo Gernsback a revistei Amazing Stories, care a fost dedicată exclusiv povestirilor științifico-fantastice. Anterior apăruseră reviste dedicate științifico-fantasticului în Suedia și în Germania (Der Orchideengarten), dar Amazing Stories a fost prima revistă în limba engleză cu orientare exclusivă către genul științifico-fantastic. Gernsback a încurajat publicarea unor povestiri bazate pe realism științific pentru a-și educa cititorii, dar, cu toate acestea, au apărut numeroase povestiri incitante, bazate în mică măsură pe realitate. Între 1928 și 1934 Amazing Stories a apărut însoțită de suplimentul Amazing Stories Quarterly (lansat tot de Hugo Gernsback). În 1929, după ce a pierdut controlul asupra revistei Amazing Stories din cauza problemelor financiare, Hugo Gernsback a fondat revista americană Wonder Stories. În ianuarie 1930 a apărut primul număr al revistei americane Astounding Stories, care a devenit cea mai longevivă publicație de acest gen.
În 18 martie 1923 a apărut revista americană Povestiri ciudate (Weird Tales, fondată de J. C. Henneberger și J. M. Lansinger în 1922), dar aceasta s-a axat pe literatură de groază și fantezie. După apariția revistei Amazing Stories, Weird Tales a început să publice povestiri științifico-fantastice scrise de Edmond Hamilton; scriitorul a scris apoi doar povestiri fantastice, iar creațiile literare din subgenul operă spațială (pe care l-a creat împreună cu E. E. Smith) le-a publicat în altă parte (de exemplu în Wonder Stories).
În timpul celui de-al Doilea Război Mondial, penuria de hârtie a dus la o creștere constantă a costurilor, iar cea mai mare parte a revistelor de literatură de consum au fost închise sau au fost publicate în format mic (digest size).

### Film

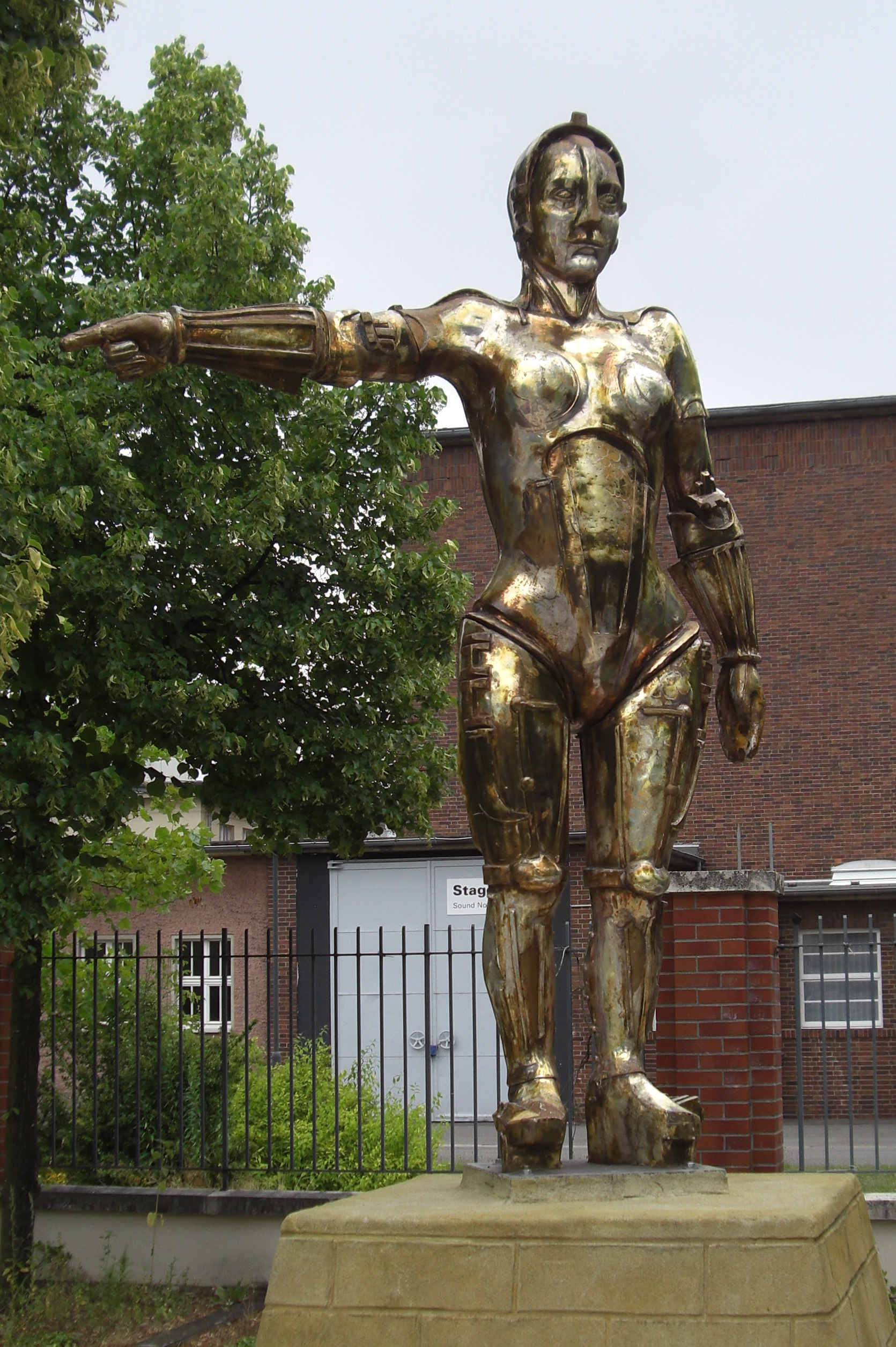
Statuia femeii robot Maria din filmul Metropolis (1927), aflată în Filmpark Babelsberg din Potsdam.

Începuturile filmului științifico-fantastic coincid cu debutul cinematografiei. Primul film științifico-fantastic este considerat Voiajul în lună (Le voyage dans la Lune, 1902), realizat de Georges Méliès, care prezintă călătoria spre Lună a unei navete spațiale. În anii de început ai cinematografiei au apărut mai multe filme inspirate de opere literare: Frankenstein (1910, o adaptare după romanul omonim al lui Mary Shelley); Dr. Jekyll and Mr. Hyde (1912, inspirat de o nuvelă a lui Robert Louis Stevenson); sau 20.000 leghe sub mări (1916, bazat pe romanul omonim scris de Jules Verne). În anii 1920 creatorii europeni de film au avut tendința de a utiliza filmul științifico-fantastic ca un mijloc de propagare a unor predicții și comentarii sociale, așa cum reiese din filmele germane Metropolis (1927) sau Femeia în lună (1929). Metropolis este considerat primul film de lung metraj științifico-fantastic. Femeia în lună introduce ideea numărătoarei inverse la lansarea unei rachete spațiale. Alte filme SF notabile din perioada filmelor mute sunt Voyage à travers l'impossible (1904), The Motorist (1906), À la conquête du pôle (1912), Himmelskibet (1918), Cabinetul doctorului Caligari (1920), L'uomo meccanico (1921), Paris qui dort (1923), Aelita (1924), Luch Smerti (1925) și O lume dispărută (1925).
În anii 1930-1940 au fost produse numeroase filme SF cu buget redus, care au devenit cunoscute ca filme de categorie B. Cele mai notabile dintre acestea sunt Just Imagine (1930), King Kong (1933), Things to Come (1936) sau Ultimul orizont (1937). Începând din 1936 mai multe benzi desenate au fost adaptate ca seriale cinematografice, primul serial fiind The Phantom Empire cu Gene Autry, despre o civilizație subterană avansată care avea arme cu raze și ecrane TV de comunicații. Cele mai notabile seriale sunt Flash Gordon și Buck Rogers, ambele avându-l în rol principal pe actorul Buster Crabbe. Aceste seriale și benzile desenate care le-au inspirat au fost foarte populare în rândul publicului occidental. Alte filme (cu elemente) SF notabile din anii 1930 sunt Frankenstein (1931), Mireasa lui Frankenstein (1935), Doctor X (1932), Dr. Jekyll și Mr. Hyde (1931), F.P.1 nu răspunde (1932), Island of Lost Souls (1932), Deluge (1933), Omul invizibil (1933), Stăpânul lumii (1934), Mad Love (1935), Trans-Atlantic Tunnel (1935), The Devil-Doll (1936), The Invisible Ray (1936), The Man Who Changed His Mind (1936), The Walking Dead (1936), Non-Stop New York (1937) și The Return of Doctor X (1939). În anii 1940 au avut premiera unele filme SF notabile ca Before I Hang (1940), Black Friday (1940), Dr. Cyclops (1940), The Devil Commands (1941), Doctorul Jekyll și Domnul Hyde (1941), Man Made Monster (1941), It Happened Tomorrow (1944), It Happens Every Spring (1949) și The Perfect Woman (1949). Bombardamentele atomice de la Hiroshima și Nagasaki și Războiul Rece au influențat filmele genului. Odată cu lansarea filmelor Destinație Luna (George Pal, 1950) și Racheta X-M (Kurt Neumann, 1950) a început o perioadă considerată „epoca de aur a filmului științifico-fantastic”.

## Epoca de Aur (anii 1930-1950)
Epoca de Aur (în engleză Golden Age of Science Fiction) este perioada de la sfârșitul anilor 1930 - începutul anilor 1950 în care genul științifico-fantastic a beneficiat de o atenție sporită din partea publicului cititor și în care multe scrieri clasice au fost publicate. Epoca de aur este precedată de cea a literaturii de consum din anii 1920 și este urmată de noul val din anii 1960 și 1970. În Statele Unite, Epoca de Aur este considerată a fi perioada 1938 - 1946. Anii 1950 reprezintă o perioadă de tranziție în această schemă.
O influență majoră asupra creării epocii de aur a fost John W. Campbell, care a devenit legendar în genul științifico-fantastic ca editor de reviste științifico-fantastice (printre care Astounding Science Fiction). Campbell a publicat primele lucrări ale unor scriitori (necunoscuți în acel moment) ca Isaac Asimov, Lester del Rey, Robert A. Heinlein, Theodore Sturgeon și A. E. van Vogt.
Cu ajutorul lucrărilor scriitorilor din Epoca de Aur, a progreselor în efectele speciale și datorită dorinței publicului pentru materiale care să trateze progresul tehnologic al timpului, s-au format toate elementele pentru a fi create opere semnificative ale filmului științifico-fantastic. Prin urmare, în anii 1950 s-au produs filme ca Destination Moon, Them!, Invazia jefuitorilor de trupuri, Planeta interzisă și multe altele. Multe din aceste filme se bazează pe lucrări scrise de autori descoperiți de Campbell. Creatura din altă lume este ecranizarea unei povestiri a lui Campbell, Them și Invazia jefuitorilor de trupuri sunt bazate pe romanele lui Jack Finney, Destinație Luna pe un roman al lui Heinlein, The Beast from 20,000 Fathoms se bazează pe o povestire a lui Ray Bradbury. Romanele cu catastrofe „confortabile” ale lui John Wyndham, inclusiv Ziua trifidelor (1951) și The Kraken Wakes (1953), au furnizat și ele cinematografiei materiale importante.

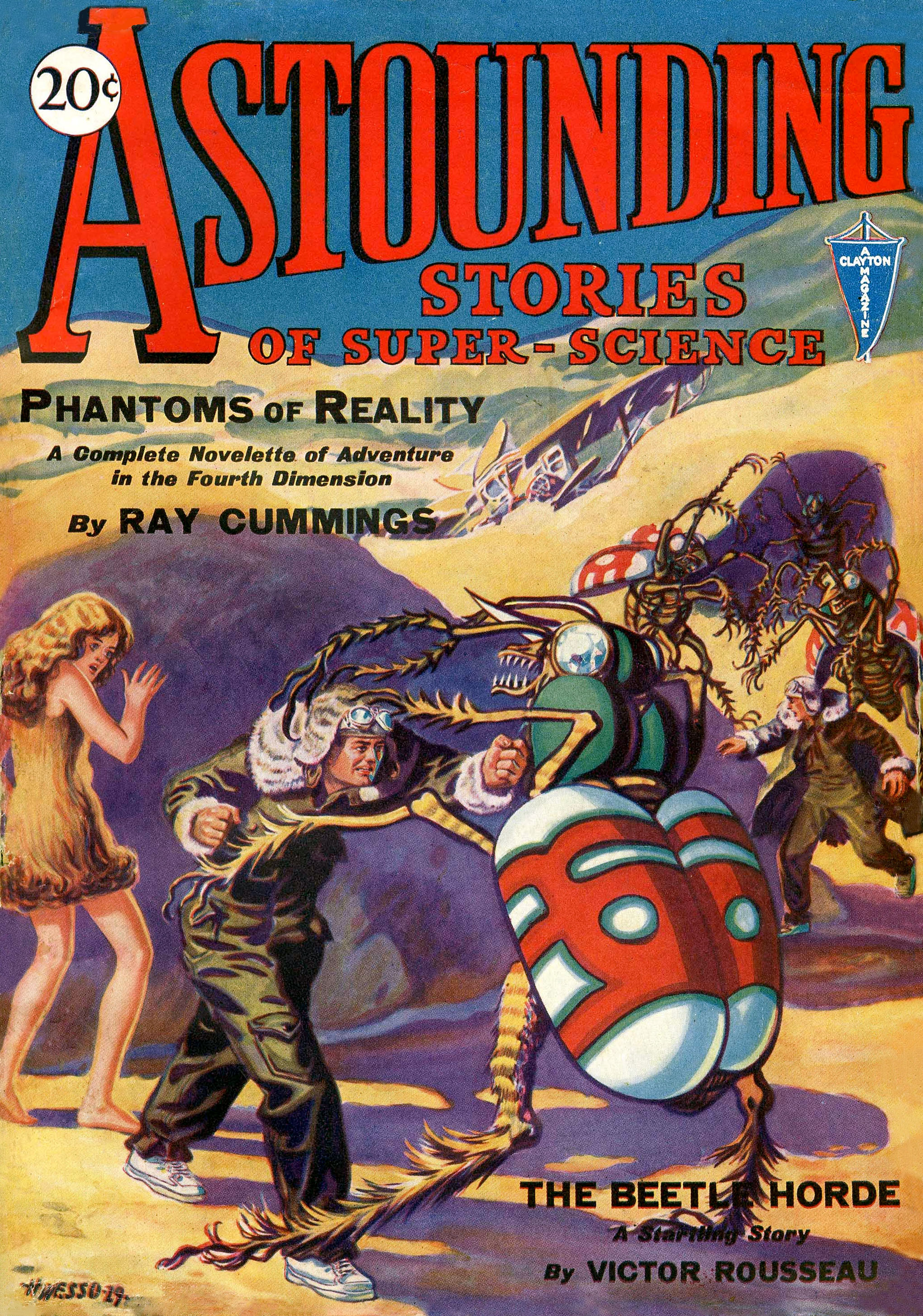
Primul număr al revistei Astounding, ianuarie 1930

În același timp, științifico-fantasticul a început să apară și în televiziune. În 1953, The Quatermass Experiment a fost prezentat la televiziunea britanică, fiind primul serial serios științifico-fantastic, deși poate fi descris ca fiind și de groază. În Statele Unite, eroi ai domeniului științifico-fantastic, precum Captain Video, Flash Gordon și Buck Rogers au fost prezentați în seriale care seamănă mai mult cu științifico-fantasticul dinaintea Epocii de Aur.
Căutând o mai mare libertate de exprimare, scriitorii au început să-și publice articolele în alte reviste, inclusiv în The Magazine of Fantasy & Science Fiction (1949), If (1952), în reînviata Amazing Stories și, mai ales, în Galaxy (1950-1980).
Sub conducerea unor editori ca H. L. Gold și apoi a lui Frederik Pohl, Galaxy a accentuat o formă mai literară a științifico-fantasticului, care a luat naștere din mai multe literaturi din trendul majoritar. Galaxy era mai puțin insistentă în ceea ce privește plauzibilitatea științifică decât revista Astounding a lui Campbell. Ascensiunea revistei Galaxy a marcat sfârșitul Epocii de Aur a științifico-fantasticului, deși majoritatea scriitorilor din Epoca de Aur au fost capabili să se adapteze schimbărilor genului și să continue să scrie. Cu toate acestea, unii s-au orientat spre în alte domenii. Isaac Asimov și alți câțiva au început să scrie aproape exclusiv literatură științifică.
În cinematografie, apare un nou sub-gen de filme, kaijū (în japoneză 怪獣 cu sensul de bestie/creatură ciudată). În aceste filme apar creaturi mari de orice formă, care atacă de obicei un oraș important sau intră în luptă cu alți monștri. Unul dintre primele filme japoneze kaiju este Gojira (Godzilla, 1954), regizat de Ishirō Honda. Au urmat filme ca Gojira no gyakushû (1955), Kingu Kongu tai Gojira (1962) sau Mosura tai Gojira (1964). Mai multe filme americane au fost produse (sau urmează a fi lansate) în acest gen, ca o reimaginare a filmelor japoneze. Printre aceste filme americane pot fi amintite Godzilla (1998), Godzilla (2014), Godzilla: King of the Monsters (2019)  sau Godzilla vs. Kong (2020).

## Noul val (anii 1960-1970)
Noul val este un termen (împrumutat dintr-o mișcare a filmului francez) care se aplică lucrărilor științifico-fantastice din anii 1960 și 1970. Aceste lucrări se caracterizată printr-un grad ridicat de experimentare, atât ca formă cât și în conținut, având o sensibilitate literară sau artistică și cu accentul pus pe lucrări soft spre deosebire de cele hard.
Scriitorii noului val s-au considerat de multe ori ca parte a modernismului și au batjocorit, uneori, texte din revistele pulp considerate (unele dintre ele) ca fiind prea greu de digerat, adolescentine sau prost scrise. Gary K. Wolfe, profesor de științe umaniste și de engleză la Universitatea Roosevelt, identifică introducerea termenului noul val în științifico-fantastic în 1966, într-un eseu scris pentru revista Fantasy and Science Fiction de Judith Merril. Merril a folosit termenul pentru a se referi la ficțiunea experimentală care a început să apară în revista engleză New Worlds după ce Michael Moorcock a devenit editor în 1964. Merrill a popularizat mai târziu acest tip de ficțiune în Statele Unite prin intermediul antologiei sale England Swings SF: Stories of Speculative Fiction (Doubleday 1968), deși o antologie anterioară (Dangerous Visions editată de Harlan Ellison, Doubleday 1967) a netezit calea pentru antologia lui Merril.
În 1965, apare romanul lui Frank Herbert, Dune, care a câștigat premiul Hugo în 1966 și primul premiu Nebula pentru cel mai bun roman și care a fost urmat de alte romane, ecranizări și jocuri video care aparțin universului fictiv Dune. Romanul prezintă povestea tânărului Paul Atreides, (moștenitorul Ducelui Leto Atreides și al Casei Atreides), din momentul în care familia sa acceptă să conducă planeta deșertică Arrakis, singura sursă a „mirodeniei”, cea mai importantă și mai valoroasă substanță din univers. De asemenea, Dune a influențat alte romane, muzică, filme (inclusiv Războiul stelelor - Episodul IV: O nouă speranță), seriale de televiziune, jocuri, BD-uri și crearea de tricouri.
Tot în 1965, apare filmul SF noir al regizorului francez Jean-Luc Godard, Alphaville, în care regizorul a folosit mediul științifico-fantastic distopic și apocaliptic pentru a explora limbajul și societatea.
În 1967, Roger Zelazny publică romanul Domn al luminii, din 1970 îi apare seria Cronicile Amberului, în care liniile dintre științifico-fantastic, fantezie, religie și comentarii sociale sunt foarte fine.

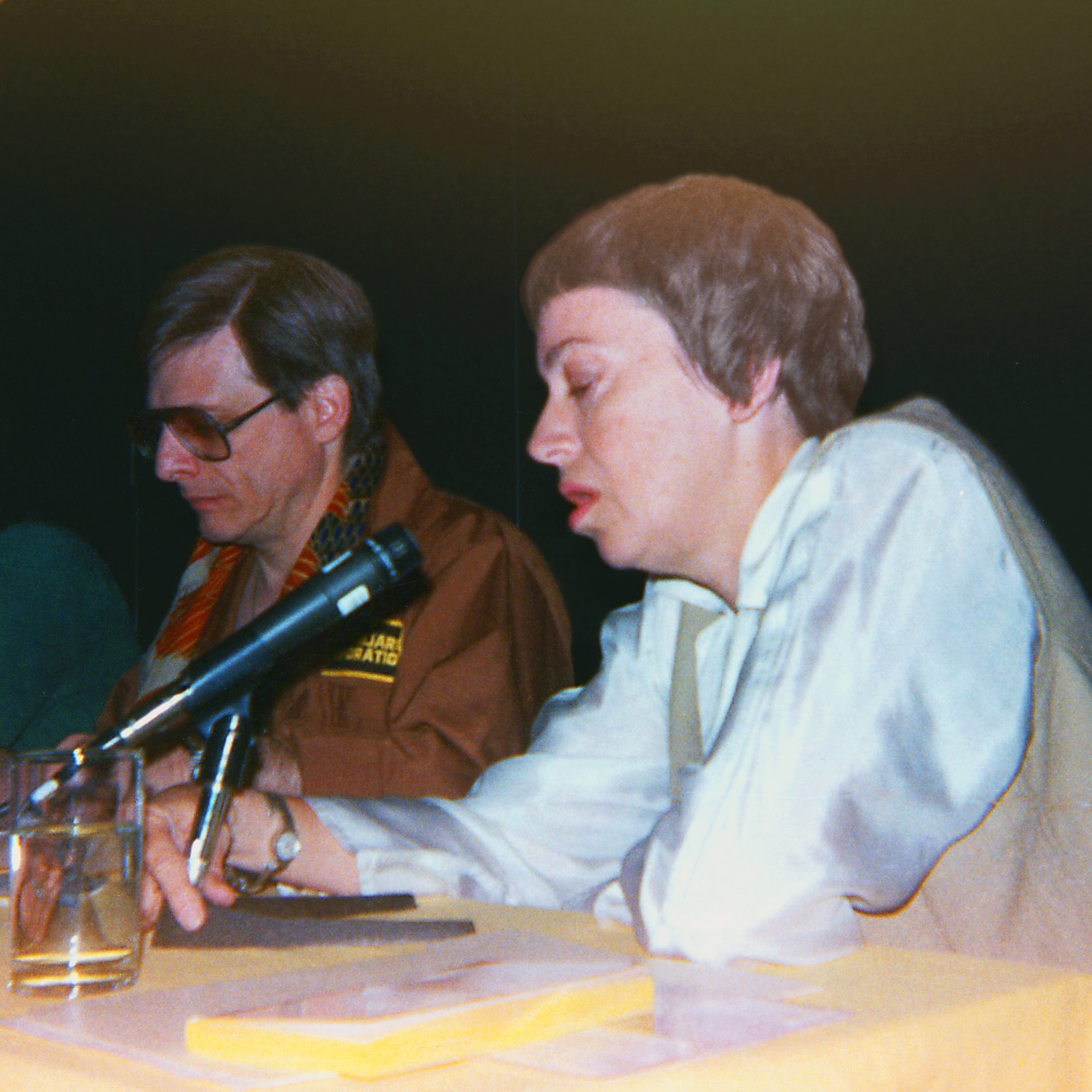
Ursula K. Le Guin (dreapta) și Harlan Ellison

În 1967, apare antologia Dangerous Visions editată de Harlan Ellison care conține povestiri SF britanice și americane. Isaac Asimov, în introducerea acestei antologii, a catalogat noul val britanic ca o a doua revoluție, după prima revoluție care a produs Epoca de Aur. Astfel este clarificată relația dintre noul val britanic și științifico-fantasticul american și a definit noul val mai ales în descriea sa ca științifico-fantastic erotic.
Noul val și feminismul în științifico-fantastic au imaginat culturi într-o varietate de modele de gen cu relații sexuale atipice considerate normale. Reprezentări ale unor acte sexuale și sexualități alternative au devenit comune. Există, de asemenea, un științifico-fantastic care explorează sexualitatea și prezentarea de subiecte menite să stimuleze excitarea.
Pentru prima dată, sexualitatea, despre care Kingsley Amis s-a plâns anterior că era aproape ignorată în științifico-fantastic, a fost luată serios în considerare de scriitori precum Samuel R. Delany, Ursula K. Le Guin, Norman Spinrad și Theodore Sturgeon. Problemele politice contemporane au fost și ele abordate de autori precum John Brunner (Zanzibar, Oile privesc în sus) și J. G. Ballard (The Wind from Nowhere, The Drowned World) care au scris povestiri de avertizare cu privire la suprapopulare și începerea Apocalipsei.
Asimov a remarcat faptul că a doua revoluție a fost mult mai puțin tăcută decât prima, atribuind acest lucru dezvoltării antologiei, ceea ce face ca povestirile vechi să fie mai proeminente. Dar un număr de scriitori din Epoca de Aur și-au schimbat stilul ca să fie caracteristic noului val. Robert A. Heinlein a început să scrie operele științifico-fantastice de aventuri cu teme sexuale, în special Străin în țară străină și Luna e o doamnă crudă. Isaac Asimov a scris Zeii înșiși în stilul noului val.  Mulți alți scriitori au continuat cu succes, pe măsură ce stilurile s-au schimbat.
Filmele științifico-fantastice s-au inspirat din schimbările genului. 2001: O odisee spațială (1968) și Portocala mecanică (1971), ambele regizate de Stanley Kubrick, au dat formă vizuală noului stil al genului. O mulțime de alte filme, inclusiv THX 1138 și Hrana verde, au reprezentat un viitor distopic.
În 1969, Kurt Vonnegut Jr. publică Abatorul cinci (Slaughterhouse-Five), un roman satiric postmodern despre experiențele din cel de-al Doilea Război Mondial și călătoriile prin timp ale unui soldat numit Billy Pilgrim. A fost ecranizat în 1972 de regizorul George Roy Hill.
Ursula K. Le Guin a extrapolat schimbări sociale și biologice care erau de natură antropologică. Philip K. Dick a explorat metafizica minții într-o serie de romane și povestiri care rareori păreau dependente de conținutul lor științific ficțional. Le Guin, Dick și alții ca ei au devenit asociați cu conceptul de științifico-fantastic soft mai mult decât cu noul val.
Științifico-fantasticul soft a fost în contrast cu noțiunea de științifico-fantastic hard. Deși plauzibilitatea științifică a constituit un principiu central al genului începând cu Gernsback, scriitori precum Larry Niven și Poul Anderson au dat științifico-fantasticului hard o nouă viață, cu povestiri cu un stil de scriere mai sofisticat și protagoniști mai profund caracterizați, păstrând în același timp un nivel ridicat de sofisticare științifică.

### Film și televiziune
La 2 octombrie 1959, este transmis în premieră pe CBS primul episod al serialului de televiziune creat de Rod Serling, Zona crepusculară. Popularitate serialului a dus la realizarea unui film artistic în 1983, a încă două seriale omonime de televiziune în 1985 și 2002, cărți, jocuri video și alte produse media.
În 1963, apare la BBC serialul cu călătorii în timp Doctor Who. Serialul original a durat până în 1989 și a fost reînviat în 2005 odată cu episodul „Rose” cu un format nou de 45 de minute pe episod. Producătorul seriei reînviate, Russell T Davies, s-a inspirat din seriale americane ca Smallville (bazat pe personajul Clark Kent) dar mai ales din Buffy, spaima vampirilor, în care un sezon întreg prezintă lupta personajului titular împotriva principalului răufăcător, „Big Bad”.
Star Trek, produs de Gene Roddenberry, a avut premiera în 1966 pe NBC. Chiar dacă a fost anulat după trei sezoane datorită audienței scăzute, a căpătat statutul de cult în anii 1970, dând naștere altor șase seriale de televiziune, 13 filme de lung metraj și numeroase cărți, jocuri și alte produse.
În 1977, a apărut primul film din seria de filme Războiul stelelor concepută de George Lucas, film identificat acum ca Războiul stelelor - Episodul IV: O nouă speranță. Seria a continuat să devină un fenomen de cultură populară la nivel mondial și a treia serie de filme cu cele mai mari încasări. Filmul din 1977 a dus la crearea a trei trilogii de filme, cărți, seriile de televiziune, jocuri video, benzi desenate și filme produse de fani. Universul Star Trek a avut o mare influență culturală asupra domeniului științifico-fantastic.
Printre alte seriale TV notabile din această perioadă se numără The Prisoner, La Limita Imposibilului (The Outer Limits) sau Pierduți în spațiu.

### Jocuri video
Spacewar! este unul dintre primele jocuri video științifico-fantastice. A apărut în februarie 1962 și conține două nave spațiale controlate de doi jucători. Alte jocuri notabil Computer Space (lansat în noiembrie 1971), Space Wars (1977), Space Invaders (1978).

## Științifico-fantasticul în anii 1980-1990

### Cyberpunk
Cyberpunk-ul este un subgen al științifico-fantasticului care are loc într-un cadru futurist care tinde să se concentreze asupra unei „combinații de societăți decăzute și de înaltă tehnologie”, care prezintă progrese tehnologice și științifice avansate, cum ar fi inteligența artificială și cibernetica, care sunt juxtapuse cu o ordine socială degradată sau radicală. Motivația unei asemenea rupturi de un mediu ficțional profund realist, din perioada anilor 1950, apare din necesitatea confruntării cu un fenomen masiv de pierdere a individualității în cadrul societății de consum.
Cyberpunk-ul își are originile în noul val din anii 1960-1970 cu scriitori ca Philip K. Dick, Roger Zelazny, J. G. Ballard, Philip José Farmer și Harlan Ellison care examinează impactul culturii drogurilor, tehnologiei și revoluției sexuale, evitând în același timp tendințele utopice ale științifico-fantasticului anterior.
Universul creat în lucrările cyberpunk se află într-un viitor apropiat, în care societatea a decăzut foarte mult. Lumea pare a fi locuită numai de delicvenți, drogați, ucigași, toți aceștia ducându-și viața prin metropole uriașe, cu atmosferă artificială și cer din neon, în căutarea plăcerilor clipei care vine. În acest univers cu tehnologii sofisticate, cu prezențe cât mai frecvente ale traficanților de organe umane și ale „drogaților cu imagine”, singura lume accesibilă, ieftină și care oferă plăceri de neimaginat este aceea a virtualității.
Lansat în 1984, romanul de debut al lui William Gibson, Neuromantul, a contribuit la solidarizarea cyberpunk-ului ca un gen, gen inspirat din subcultura punk și cultura hacker. Printre alți autori influențați ai cyberpunk-ului se numără Bruce Sterling (Schismatrix) și Rudy Rucker (Tetralogia Ware). Cyberpunkul japonez a început în 1982, odată cu debutul seriei manga a lui Katsuhiro Otomo, Akira, în timp ce filmul anime omonim din 1988 (adaptare a seriei manga) a dus la popularizarea ulterioară a subgenului.
În anii 1980, în Japonia au fost produse un număr mare de manga și anime cyberpunk, cele mai notabile după Akira fiind seria de filme anime Megazone 23 din 1985 (regizate de Noboru Ishiguro) și seria seinen Ghost in the Shell din 1989, adaptat într-un film anime în 1995 și 2004 și într-un film postcyberpunk în 2017..

### Film și televiziune
În 1987, Star Trek: Generația următoare a dus la un șuvoi de seriale noi, inclusiv alte seriale Star Trek (Deep Space 9, Voyager și Enterprise) și Babylon 5. Piticul roșu (Red Dwarf), un serial de comedie științifico-fantastic care a avut premiera pe BBC Two în 1988, a fost foarte apreciat de publicul larg. Dosarele X, cu un scenariu bazat pe teorii conspirative și OZN-uri, a fost creat de Chris Carter și a fost transmis în premieră pe FOX între 1993 și 2002. Stargate, un film despre astronauți antici și teleportare interstelară, a fost lansat în 1994. Stargate SG-1 a avut premiera în 1997 și a avut 10 sezoane. Au urmat serialele Stargate Infinity, Stargate Atlantis și Stargate Universe.

## Științifico-fantasticul contemporan și viitorul său
Postcyberpunk-ul este un gen al științifico-fantastic-ului care a apărut ca urmare a cyberpunk-ului. Ca și predecesorul său, postcyberpunk-ul își concentrează atenția la evoluțiile tehnologice în cadrul societăților din viitorul apropiat. În lucrările postcyberpunk sunt examinate frecvent efectele sociale cauzate de răspândirea mijloacelor de comunicare, a geneticii sau nanotehnologiei. Spre deosebire de cyberpunkul „clasic” personajele principale încearcă să îmbunătățească societatea, sau cel puțin să le protejeze de o viitoare degradare.
Genul științifico-fantastic contemporan a fost caracterizat de o răspândire a cyberpunkului în alte sectoare ale pieței ideilor. Cyberpunkul nu mai este un trib izolat în domeniul științifico-fantastic, ci o parte integrantă a acestuia. Interacțiunea cyberpunkului cu celelalte părți a reprezentat tema principală a genului științifico-fantastic la începutul secolului al XXI-lea.

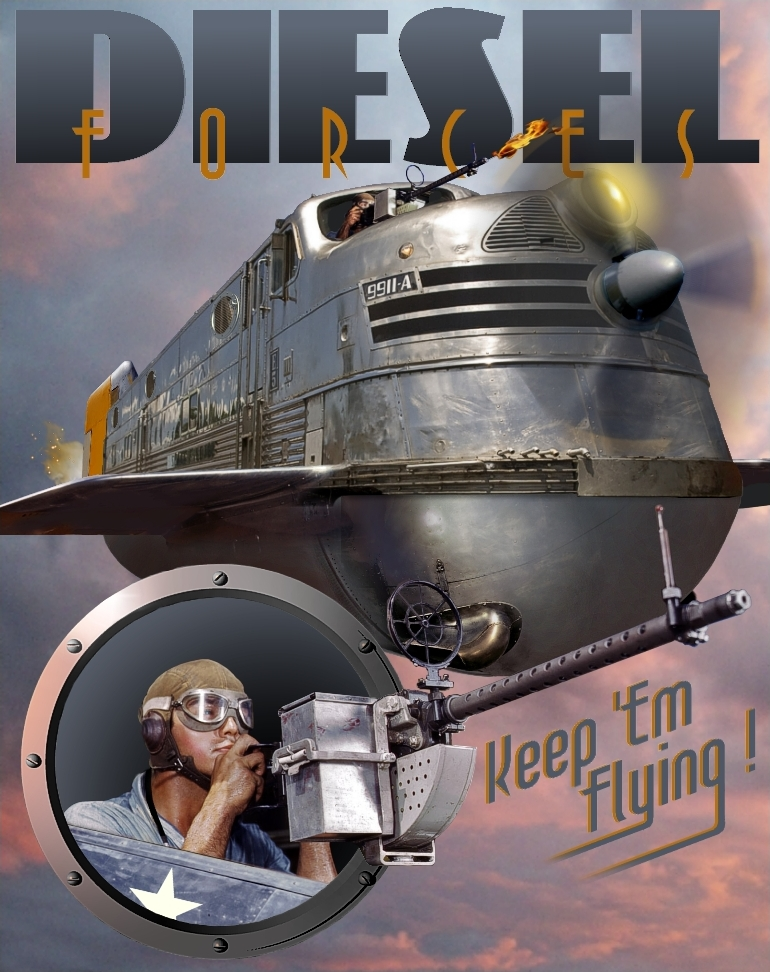
Un exemplu de artă dieselpunk.

În special, cyberpunkul a influențat cinematografia cu lucrări ca Johnny Mnemonic (1995) și mai ales trilogia Matrix (1999), cu producții anime ca Akira (1988) și Ghost in the Shell (1995). Cyberpunkul a influențat mediul în curs de dezvoltare al jocurilor video, cu seria aclamată Deus Ex sau seria Metal Gear. Această pătrundere a cyberpunkului în cultura dominantă a dus la răspândirea către mase a unor tendințe de tip cyberpunk, în special în modă (cybergoth). Cyberpunkul a generat și la alte evoluții, inclusiv steampunkul (un subgen al ficțiunii speculative, care modelează o lume imaginară care și-a însușit cu desăvârșire utilizarea mașinilor cu abur inspirate din secolul al XIX-lea din epoca victoriană) și dieselpunkul (care combină estetica tehnologiei pe bază de motorină din perioada interbelică până în anii 1950 cu tehnologie retro-futuristă) și sensibilități postmoderne.
Temele care au apărut în anii 1990 au inclus probleme legate de mediu, implicații ale internetului global și extinderea universului informațional, întrebări privind biotehnologia și nanotehnologia, precum și interesele societăților post-deficit de după Războiul Rece. Romanul lui Neal Stephenson, Era de diamant, explorează pe larg aceste teme.

## Convenții
Convențiile SF sunt întâlniri ale fanilor genului. Din punct de vedere istoric, aceste convenții s-au concentrat în primul rând pe literatură, însă multe dintre ele s-au extins și la alte căi de exprimare, cum ar fi filme, televiziune, benzi desenate, animații și jocuri.
Data exactă și locul primei convenții SF este o dispută între fani și istorici dacă a avut loc în SUA sau în Marea Britanie. Cândva în 1936, un grup de fani britanici au făcut planuri de a organiza o întrunire, cu un program planificat de evenimente într-un loc public la începutul anului 1937. Cu toate acestea, la 22 octombrie 1936, un grup de șase sau șapte fani din New York City, inclusiv David Kyle și Frederik Pohl, au călătorit cu trenul în Philadelphia, unde s-au întâlnit, timp de mai multe ore, cu un număr similar de fani locali în casa lui Milton A. Rothman. Ulterior, ei au declarat că evenimentul este prima „convenție science fiction”. Această mică reuniune a dus la un eveniment similar desfășurat la New York, în februarie 1937, când s-au adunat 30 sau 40 de fani la Bohemian Hall din Astoria, Queens. La eveniment au participat James Blish, Charles D. Hornig, Julius Schwartz și Willis Conover. Acest eveniment a ajuns să fie cunoscut sub numele de Second Eastern și în cadrul lui s-a planificat o a treia întâlnire de succes care a avut loc în Philadelphia la 30 octombrie 1937 (Third Eastern). A patra întâlnire (Fourth Eastern) a avut loc la 29 mai 1938 și a atras peste 100 de participanți într-o sală din Newark, New Jersey. Aceasta a fost desemnează ca fiind „Prima Convenție Națională [Americană] de Science Fiction” (The First National Science Fiction Convention). La acest eveniment a fost numit un comitet pentru a organiza prima convenție mondială de science fiction la New York în 1939. La „Prima Convenție Națională” au participat numeroși editori renumiți și profesioniști din New York din afara cercurilor de fani, lucru care a reprezentat o piatră de hotar în evoluția convențiilor științifico-fantastice ca un loc de întâlnire al profesioniștilor din domeniul SF, ca și fani, pentru a-și întâlni personal colegii.
La 3 ianuarie 1937, fanii britanici au organizat evenimentul planificat anul anterior la Theosophical Hall din Leeds. Aproximativ douăzeci de fani, printre care Eric Frank Russell și Arthur C. Clarke, au participat. Între 2 și 4 iulie 1939, fanii americani au organizat în același timp cu Expoziția Universală de la New York (New York World's Fair) prima „Convenție Mondială Science Fiction” în New York. Aceasta a fost prima convenție Worldcon, ea a fost denumită și Nycon I de Forrest J Ackerman. Următoarele convenții au avut loc la Chicago în 1940 și la Denver în 1941. Ca multe alte evenimente culturale, în timpul celui de-al doilea război mondial nu au fost organizate convenții. Convențiile au fost reluate în 1946, în Los Angeles, California. Primul Worldcon desfășurat în afara Statelor Unite a fost Torcon I din Toronto în 1948; de atunci, alte convenții mondiale au avut loc în Marea Britanie, Germania, Olanda, Canada, Australia sau Japonia, deși majoritatea au loc în Statele Unite. Membrii Worldcon votează lucrările științifico-fantastice din anul precedent, iar lucrările câștigătoare primesc premiul Hugo. Categoriile principale includ roman și nuvela, dar premiile nu sunt limitate doar la lucrări scrise (se acordă și pentru cea mai bună revistă profesionistă, pentru cel mai bun fanzin, cel mai bun editor profesionist, cea mai bună prezentare dramatică și altele).

## Premii
Cele mai importante premii sunt Premiul Hugo (denumit după Hugo Gernsback) care a început să fie acordat din 1955 și Premiul Nebula care a început să fie acordat din 1965. Premiul Hugo este acordat de World Science Fiction Society în cadrul Worldcon. Nebula este decernat de Science Fiction and Fantasy Writers of America (SFWA) de obicei în luna aprilie sau mai. Cele mai importante categorii ale acestora sunt premiile acordate pentru cel mai bun roman. Primul premiu Hugo pentru cel mai bun roman a fost acordat lucrării lui Alfred Bester, Omul demolat. Primul premiu Nebula pentru cel mai bun roman a fost acordat romanului Dune scris de Frank Herbert.
Din 1970, se acordă premiile BSFA și Seiun. Primul premiu BSFA pentru cel mai bun roman a fost acordat romanului Zanzibar al scriitorului britanic John Brunner. Primul premiu Seiun pentru cel mai bun roman japonez al anului a fost oferit în 1970 lucrării Reichōrui, Minami-e de Yasutaka Tsutsui și pentru cel mai bun roman străin al anului a fost oferit romanului J. G. Ballard, The Crystal World.
În 1971 a fost înființat Premiul Locus care este oferit anual câștigătorilor unui sondaj în rândul cititorilor revistei Locus. Primul premiul pentru cel mai bun roman a fost acordat în 1971 romanului Lumea Inelară de Larry Niven. Primul premiul pentru cel mai bun roman științifico-fantastic a fost acordat în 1978 romanului Poarta de Frederik Pohl.
Premiul Saturn pentru cel mai bun film științifico-fantastic a fost acordat prima dată în 1972 filmului Abatorul cinci regizat de George Roy Hill.
Printre alte premii notabile se numără Premiul Memorial John W. Campbell pentru cel mai bun roman SF (din 1973), Premiul Philip K. Dick (din 1982) sau Premiul Arthur C. Clarke (din 1987). Povestirea cameristei de Margaret Atwood este primul roman care a primit în 1987 Premiul Arthur C. Clarke pentru cel mai bun roman SF.

## Istoria științifico-fantasticului în România
Științifico-fantasticul în România a apărut în secolul al XIX-lea și a câștigat popularitate în a doua jumătate a secolului al XX-lea. Prima lucrare științifico-fantastică românească este considerată povestirea ucronică din 1873 „Finis Romaniae” de Al. N. Dari. Următoarea lucrare a fost „Spiritele anului 3000”, o utopie din 1875 scrisă de un adolescent sub pseudonimul Demetriu G. Ionnescu (Take Ionescu).
Primele lucrări românești au fost influențate de literatura europeană occidentală, în special de romanul astronomic. La începutul anilor 1900, Victor Anestin a fost un popularizator notabil al științei, care, în afară de sute de articole și cărți despre știință, a scris trei romane științifico-fantastice: În anul 4000 sau O călătorie la Venus (1899), O tragedie cerească, Poveste astronomică (1914) și Puterea științei, sau Cum a fost omorât Răsboiul European, Poveste fantastică (1916). O tragedie cerească este una dintre cele mai vechi descrieri despre posibilitatea utilizării puterii atomice în războaie, fiind publicată în același an cu romanul lui H. G. Wells Lumea eliberată..
Primul roman științifico-fantastic românesc este considerat a fi În anul 4000 sau O călătorie la Venus (1899) de Victor Anestin. 
Alte romane mai importante au apărut în 1914: Un român în lună de Henri Stahl, despre posibilitatea aterizării pe lună și O tragedie cerească de V. Anestin.
După al doilea război mondial, regimul comunist a sprijinit literatura științifico-fantastică, folosită ca mijloc de popularizare a științei și de îndoctrinare ideologică. Prima serie a Colecției „Povestiri științifico-fantastice” (CPSF) a apărut la 1 octombrie 1955 și a cuprins 466 de numere. Cei mai populari scriitori ai epocii, I. M. Ștefan și Radu Nor, au scris romane de aventură științifico-fantastice, care uneori aveau o înclinație spre ideologică marxistă. Adrian Rogoz, Sergiu Fărcășan și Camil Baciu au fost cei mai importanți scriitori de SF ai epocii, în timp ce Vladimir Colin a fost primul scriitor important de literatură de fantezie. În 1963, Romulus Bărbulescu și George Anania au publicat în CPSF romanul Constelația din ape. Autorii realizează o legătură peste timp între viitorul ficțional imaginat de ei și universurile a doi dintre părinții literaturii de anticipație: Jules Verne și H. G. Wells.
După apariția romanului lui Sergiu Fărcășan, O iubire din anul 41.042, în foileton (CPȘF #83-86, iulie-august, 1958) și în volum (Editura Tineretului, 1960), în noiembrie 1960, Uniunea Scriitorilor a organizat la Casa Scriitorilor „Mihail Sadoveanu” o discuție despre acest roman și a problemelor pe care le ridică literatura științifico-fantastică. Romulus Bărbulescu și-a recunoscut admirația față de această lucrare și a sugerat mai multe teme inedite neabordate în acel moment în literatura științifico-fantastică română. Vladimir Colin a constatat valoarea certă a romanului și a subliniat că datorită amplorii problemelor filozofice, științifice și literare pe care le ridică, genul științifico-fantastic trebuie să se bucure de o atenție continuă din partea Uniunii Scriitorilor.
În 1961 a fost publicat la Editura Tineretului Legendele țării lui Vam, un roman științifico-fantastic de fantezie istorică scris de Vladimir Colin, care creează un fabulos sistem mitologic în neoliticul Dobrogei.
În perioada 1961-1971 a apărut Colecția SF la Editura Tineretului, în două serii: prima serie Cutezătorii (simbol: „Racheta + steaua”) a apărut în perioada 1961-1965 și a doua serie („Triunghiul” de obicei roșu) a apărut în perioada 1966-1971. Între 1970-1971 ultimele volume din Colecția SF au apărut sub sigla Editurii Albatros. Din 1971, Editura Tineretului a devenit Editura Albatros, iar cărțile SF au apărut în Colecția Fantastic Club.
În 1977 a avut premiera filmul lui Ion Popescu-Gopo, Povestea dragostei, o adaptare cinematografică în manieră științifico-fantastică a basmului „Povestea porcului” (1876) de Ion Creangă.
Ion Hobana a publicat mai multe antologii de povestiri științifico-fantastice românești: Oameni și stele (1963), Vârsta de aur a anticipației românești (1969), O falie în timp: pagini de anticipație românească (1976), Un fel de spațiu (1988). În 1967 apare Pe lungimea de undă a Cosmosului cu povestiri de Horia Aramă, Camil Baciu, Romulus Bărbulescu, George Anania, Mihu Dragomir, Paul Diaconescu, Eduard Jurist, Victor Kernbach, Vladimir Colin, Constantin Cubleșan, Horia Matei, Radu Nor, Mircea Opriță, Leonid Petrescu, Gheorghe Ricus, Adrian Rogoz, Max Solomon, Sorin Stănescu, Gheorghe Săsărman, Ion Hobana, Ovidiu Șurianu. Colin publică mai multe antologii cu povestirile sale: Viitorul al doilea (1966), Capcanele timpului, (1972) Dinții lui Cronos (1975) sau Imposibila oază: proze fantastice (1984).
În anii 1980, cea mai notabilă publicație a fost Almanahul Anticipația. Până în 1989 au apărut publicații fanzin ca Atalantis (Reșița), Atlantida (Cernavodă), Omicron (Craiova), Paradox, Helion și Biblioteca Nova (la Timișoara), Solaris (București).
După prăbușirea Uniunii Sovietice, scriitorii români au concurat cu avalanșa de cărți ale unor scriitori occidentali precum Robert Sheckley, Harry Harrison și Philip K. Dick care au invadat piața est-europeană. După 1990 au apărut numeroase cenacluri care au publicat mai multe fanzine (de obicei cu o viață scurtă, de maxim de 3-4 numere) ca, de exemplu, Katharsis (Ploiești), Pyyrat și String (București), Nebuloasa 15 (Focșani) sau Sigma (Piatra Neamț)..
În 1990, Ștefan Ghidoveanu, Alexandru Mironov și Mihai Bădescu au publicat la Editura Tehnică antologiile Cronici metagalactice și Cronici microelectronice cu povestiri românești (de Silviu Genescu, Dănuț Ungureanu, Horia Aramă, Aurel Cărășel) dar și traduse (Larry Niven, Roger Zelazny, E. C. Tubb, Daniel Walther, William Gibson și Michael Swanwick).
Între 1992 și 2003, Editura Nemira a publicat sute de traduceri și câteva romane românești în Colecția Nautilus, dintre care Așteptând în Ghermana de Dănuț Ungureanu, romanul steampunk 2484 Quirinal Ave. și romanul cyberpunk Cel mai înalt turn din Baabylon ambele scrise de Sebastian A. Corn. Corn a publicat în 2008 la Editura Cartea Românească un roman care are loc în preistorie, Vindecătorul (premiul Vladimir Colin în 2012).
În anii 2010, a existat o tendință de a se concentra mai degrabă pe fantezie decât pe științifico-fantastic, existând puține edituri care au publicat în continuare scriitori români de literatură științifico-fantastică, cum ar fi editurile Amaltea și Tritonic (în Colecția SFFH).
Cele mai notabile serii de cărți științifico-fantastice românești și traduse care au fost publicate de edituri din România înainte de 1989 sunt Colecția SF (Ed. Tineretului) și Colecția Fantastic Club (Ed. Albatros); iar după 1989 Colecția Fahrenheit (Ed. Rao), Colecția Nautilus (Ed. Nemira), Colecția Sci-Fi (Ed. Teora), Colecția SF (Ed. Lucman), Colecția Super Fiction (Ed. Vremea), Colecția Cyborg (Ed. Pygmalion) și Colecția SFFH (Ed. Tritonic).

## Vezi și
- Cronologia științifico-fantasticului
- Istoria literaturii
- Istoria filmului științifico-fantastic